# Villa Romana del Casale
A Villa Romana del Casale é uma villa tardo-romana cujos restos estão situados nos arredores de Piazza Armerina (Província de Enna), na Sicília. Faz parte, desde 1997, do Património Mundial da Humanidade da UNESCO. É famosa, sobretudo, devido à excepcional colecção de mosaicos que alberga, perfeitamente conservados ao longo do tempo graças a uma capa de barro resultante duma inundação antiga.
A descoberta da villa deve-se a Gino Vinicio Gentili, que em 1950 empreendeu a exploração, seguindo as indicações dos habitantes do lugar. Baseando-se, principalmente, nos estilos dos mosaicos, o descobridor considerou que o primeiro momento da implantação da sumptuosa habitação – uma espécie de palácio rural – não seria anterior a meados do século IV. Posteriormente, o mesmo estudioso, atribuiu a villa à era da Primeira Tetrarquia (285–305).

## Descoberta
Embora as primeiras escavações realizadas no lugar se tenham iniciado em finais do século XIX, dando-se por finalizadas no ano de 1929 num primeiro momento, e posteriormente em 1935, sem que se tivessem obtido resultados satisfatórios, a descoberta efectiva da villa, e do extraordinário conjunto de mosaicos que alberga, deve-se ao arqueólogo italiano Gino Vinicio Gentili, o qual retomou as escavações na zona em 1950, apoiando-se nas indicações proporcionadas pelos habitantes do lugar.
Com base, principalmente, no estilo dos mosaicos, que de maneira tão profusa se pode encontrar, a villa recém descoberta foi datada, num primeiro momento, como pertencente à primeira metade do século IV. No entanto, estudos posteriores permitiram especificar mais a datação, situando-a entre os anos 285 e 305.
Inicialmente, estimou-se que o tempo de construção da villa foi de uns cinquenta anos, sendo logo prolongados para oitenta, e posteriormente reduzidos para cinco ou dez anos. Actualmente, tende a considerar-se uma duração relativamente curta nos trabalhos de edificação.

## Descrição geral

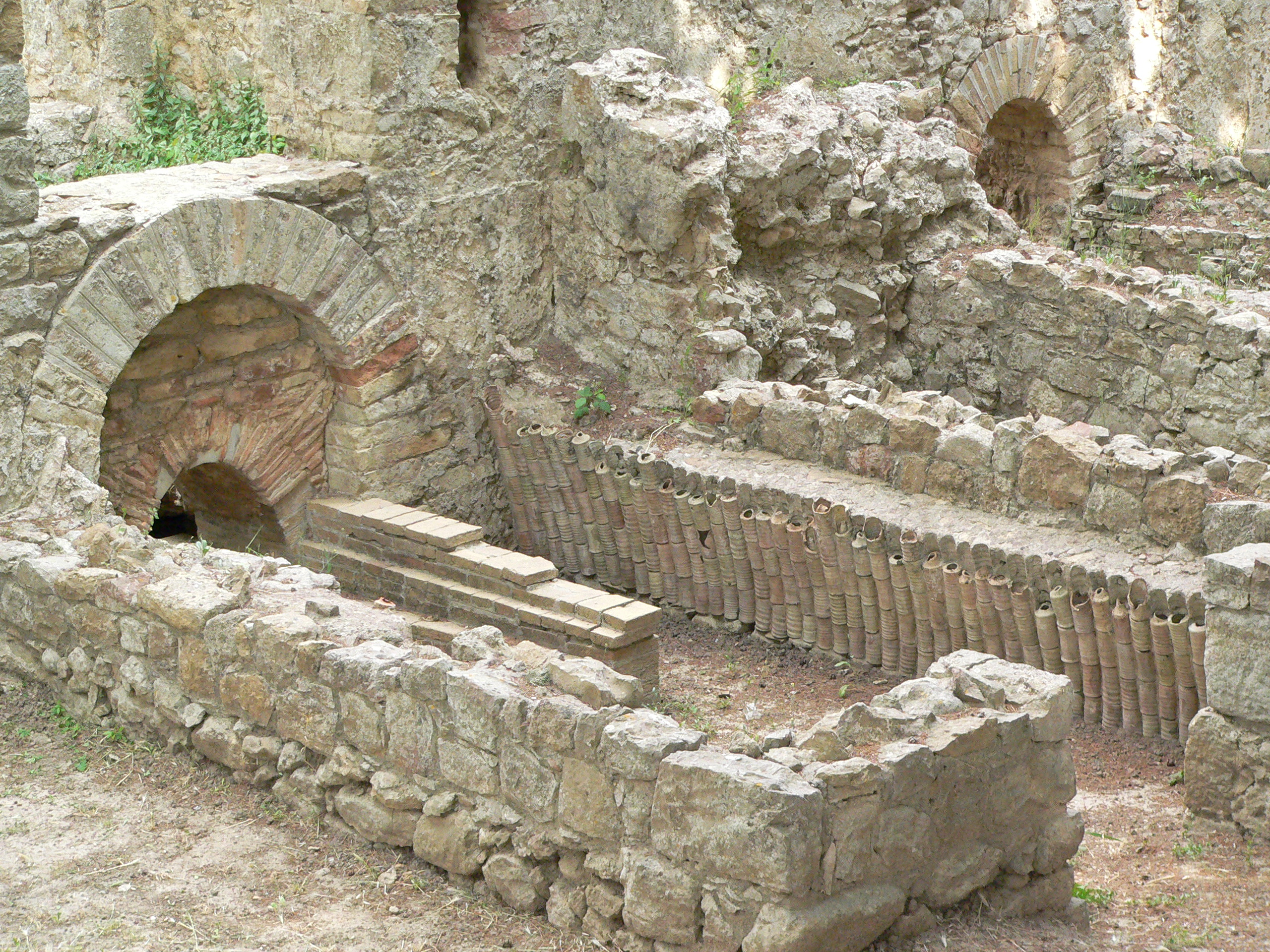
Sistema de aquecimento dos banhos

Entre os restos da villa, individualizam-se quatro núcleos diferentes, com decorações diversas, mas estreitamente ligados entre si. São eles:
- Entrada monumental, ou átrio;
- Corpo central da villa, organizado em torno dun peristilo quadrangular, com jardim e tanque ao centro;
- Complexo do triclínio precedido dum peristilo oval, circundado, por sua vez, por um grupo de salas;
- Complexo termal, com acesso a partir da zona noroeste do peristilo quadrangular.

Muitas das salas da residência apresentam o pavimento decorado com mosaicos, formados por ladrilhos coloridos. As diferenças estilísticas dos diversos habitáculos são evidentes. Isto, no entanto, não indica necessariamente uma execução realizada em diferentes épocas, denotando, mais provavelmente, a execução dos mesmos por mestres artesãos diferentes.

## Características arquitectónicas
Cada um dos núcleos da villa está disposto segundo um eixo direccional próprio. No entanto, todos eles convergem para o centro do tanque do peristilo quadrangular. Apesar da aparente assimetria planimétrica, a villa é o fruto dum projecto orgânico e unitário que, partindo dos modelos correntes na construção privada da época (villa de peristilo com aula absidada e sala tricora), introduz aqui uma série de variações destinadas a conferir originalidade e monumentalidade extraordinária a todo o complexo. A unidade da construção é testemunhada, também, pela funcionalidade dos percursos internos e da subdivisão entre as partes públicas e privadas.

## Contexto histórico

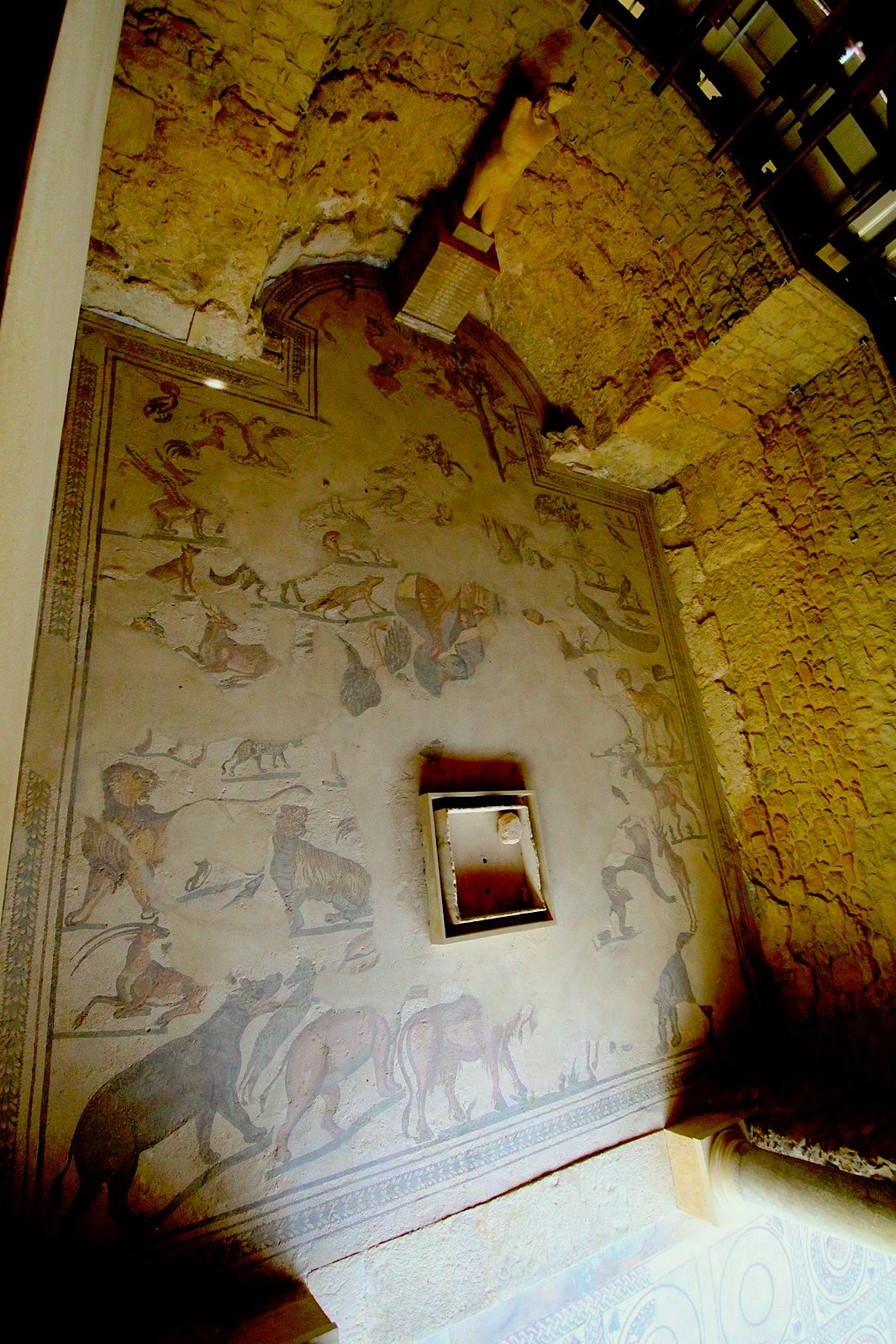
Ancient Roman mosaics in Villa del Casale

Durante os primeiros dois séculos do Império Romano, a Sicília havia atravessado uma fase de depressão, devida ao sistema de produção do latifundio, baseado no trabalho dos escravos: a vida urbana havia sofrido um declínio, o campos estavam desertos e os ricos proprietários não residiam ali, como a falta de restos habitacionais de um certo nível parece indicar. Por outro lado, o governo romano negligenciava o território, que se tornou lugar de exílio e refúgio de escravos e bandidos.
A Sicília rural entrou num novo período de prosperidade no início do século IV, com as instalações comerciais e as aldeias agrícolas a parecerem atingir o auge da sua expansão e da sua actividade. Restam traços de actividade construtiva nas localidades de Filosofiana, Sciacca, Punta Secca e Naxos, entre outros lugares. Um sinal evidente de transformação é constituído pelo novo título atribuído ao governador da ilha, o qual passou de corretor (corrector) a consular (consularis).
As motivações parecem ser duplas: em primeiro lugar, a renovada importância das províncias da África Proconsular e da Tripolitânia para o abastecimento de cereais à Itália, enquanto a produção egípcia, que até agora havia suprido as necessidades de Roma, passou a ser canalizada para Constantinopla, a nova capital imperial desde 330. A Sicília assume, por consequência, um papel central nas novas rotas comerciais entre os dois continentes. Em segundo lugar, as classes mais ricas, de categoria equestre ou senatorial, começaram a abandonar a vida urbana, retirando-se para as suas próprias propriedades no campo, devido à crescente pressão fiscal e às despesas que eram obrigados a dispôr para manter os aparatos públicos citadinos. Desta forma, os proprietários ocupavam-se pessoalmente das próprias terras, cultivadas jã não por escravos, mas por colonos. Foram gastas consideráveis somas de dinheiro para aumentar, embelezar e tornar mais cómodas as residências rurais, ou villas. Entre estas podem citar-se, além da Villa Romana del Casale, a Villa Romana di Patti e a Villa Romana del Tellaro.

## Identificação do proprietário da villa

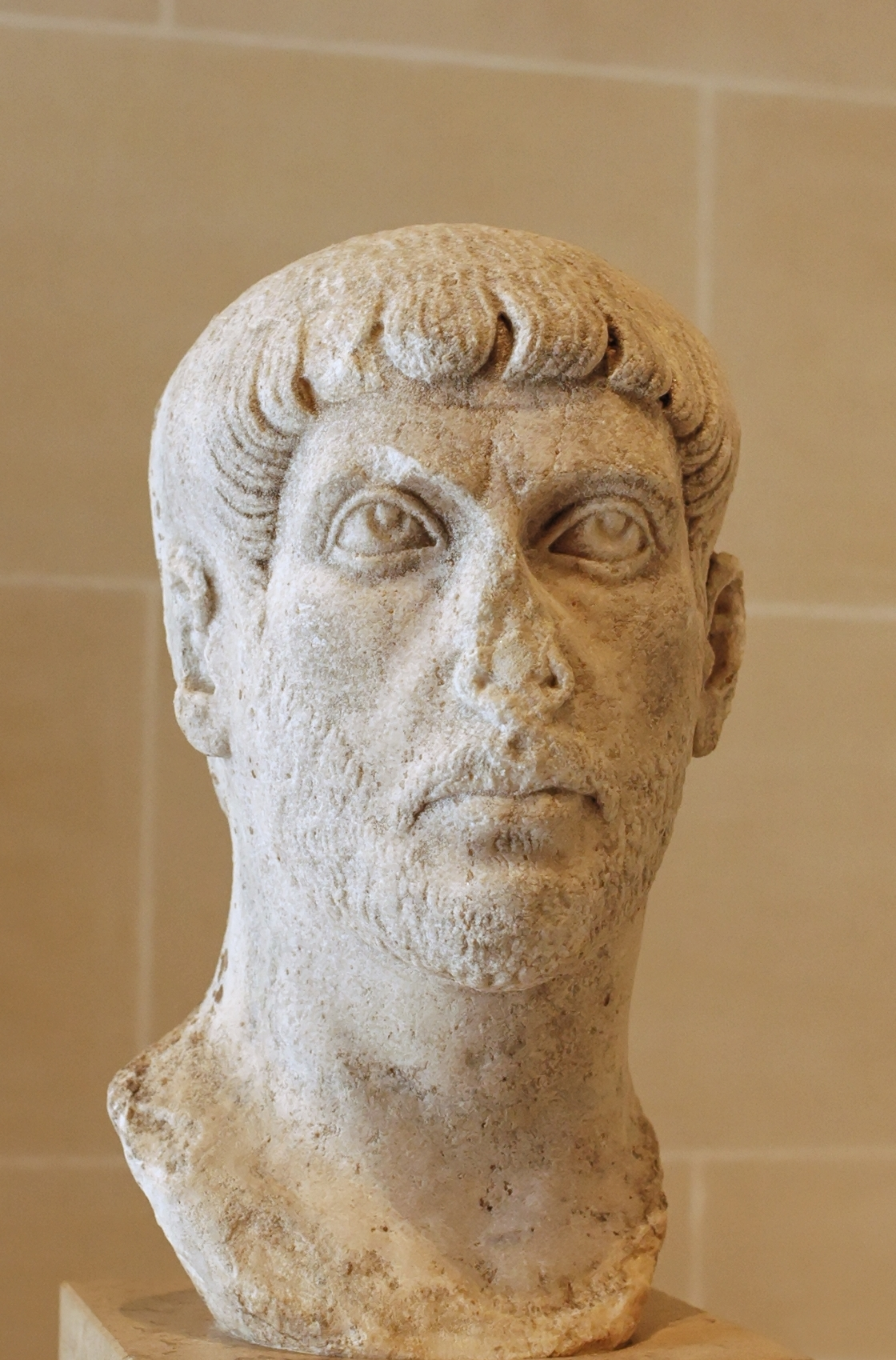
Busto de Magêncio, um dos hipotéticos proprietários da Villa Romana del Casale

A identificação do proprietário tem sido muito discutida e várias hipóteses têm sido formuladas.
Segundo uma primeira hipótese, o proprietário da villa teria sido o tetrarca Maximiano (r. 286–305), retirado para aqui depois da sua abdicação. Os sucessivos estudos históricos demonstraram que Maximiano passou na Campânia, e não na Sicília, os seus últimos anos.
Mais recentemente, o proprietário da villa foi identificado com Magêncio (r. 306–312), filho de Maximiano.
Na realidade, nada obriga a ver nesta villa em Piazza Armerina uma residência Imperial. Nos últimos anos, de resto, as escavações demonstraram que a posse de residências sumptuosas e com marcado carácter de representação era um fenómeno muito difuso, e nada excepcional na alta aristocracia romana. Por outro lado, a leitura da temática dos mosaicos insere-a no quadro da sociedade aristocrática romana do início do século IV, pagã, ligada à tradição senatorial e adversa à política de Constantino.
A hipótese actualmente mais acreditada identifica o proprietário com uma prestigiada figura da era constantina, Lúcio Arádio Valério Próculo Populônio, governador da Sicília entre 327 e 331, e cônsul em 340. Os jogos que havia organizado em Roma, no ano de 320, enquanto ocupava o cargo de pretor, foram de tal forma faustosos que a sua fama durou por muito tempo; talvez as representações sobre alguns dos mosaicos da villa (a "Grande Caccia" no corredor 25 e os "Giochi del circo", no ginásio das termas) pretendessem relembrar este evento.
Outras hipóteses de identificação que têm sido avançadas apontam para:
- Caio Ceiônio Rúfio Volusiano, prefeito urbano e cônsul sob Magêncio (r. 306–312) e Constantino (r. 306–337), o qual possuía grandes propriedades na África, de onde era originário. O seu filho, Ceiônio Rufio Albino, também ele cônsul e prefeito, que era um escritor polivalente (escreveu tratados de lógica, história, métrica, música e geometria), numa epígrafe conservada define-se "filósofo" ("philosophus");
- Um procurador imperial, Ceiônio Lampádio, filho de Caio Ceiônio Rúfio Volusiano Lampádio, prefeito sob Constâncio II (r. 337–361);
- Mêmio Vitrásio Orfito, prefeito urbano sob Constâncio II, anteriormente governador na Sicília e encarregado do transporte, por navio, dos animais provenientes das províncias africanas e orientais (portos de Cartago e de Alexandria). Segundo um relato de Amiano Marcelino, deve-se a ele a edificação no Circo Máximo do actual Obelisco Lateranense, que parece aparece representado nos mosaicos do ginásio da villa;
- Cláudio Mamertino, famoso orador que viveu no tempo do Imperador Juliano (r. 361–363);
- Vírio Nicômaco Flaviano o jovem, um aristocrático romano que viveu entre o final do século IV e o início do século V, o qual, segundo um relato, teria emendado os Anais de Tito Lívio enquanto permanecia numa localidade siciliana não distante de Enna.

## Descrição dos ambientes e dos mosaicos

### Entrada monumental e vestíbulo
O acesso à residência fazia-se através duma passagem com três arcos, decorado com fontes e pinturas de características militares, parecida com um arco triunfal.
O pátio em forma de ferradura é circundado por colunas em mármore com capitéis jónicos, enquanto ao centro estão os restos duma fonte quadrada. Do pavimento original, conserva-se, ao longo do lado norte do pátio, uma cavala de mosaicos bicolores com decoração nas escamas.
A partir da entrada, alguns degraus conduzem ao vestíbulo: ao centro dum pavimento geométrico, está inserida uma cena parcialmente conservada do advento (chegada) sob dois registos. No registo superior, um homem com coroa de folhas sobre a cabeça e candelabro na mão direita, flanqueado por dois jovens com ramos nas mãos, parecendo esperar a chegada de um hóspede importante. No registo inferior, alguns jovens recitam ou cantam com dípticos abertos nas mãos. Os estudiosos viram aqui uma cena religiosa ou umas boas-vindas solenes para a entrada do proprietário – certamente uma personalidade de relevo – na sua casa.

### Peristilo quadrangular

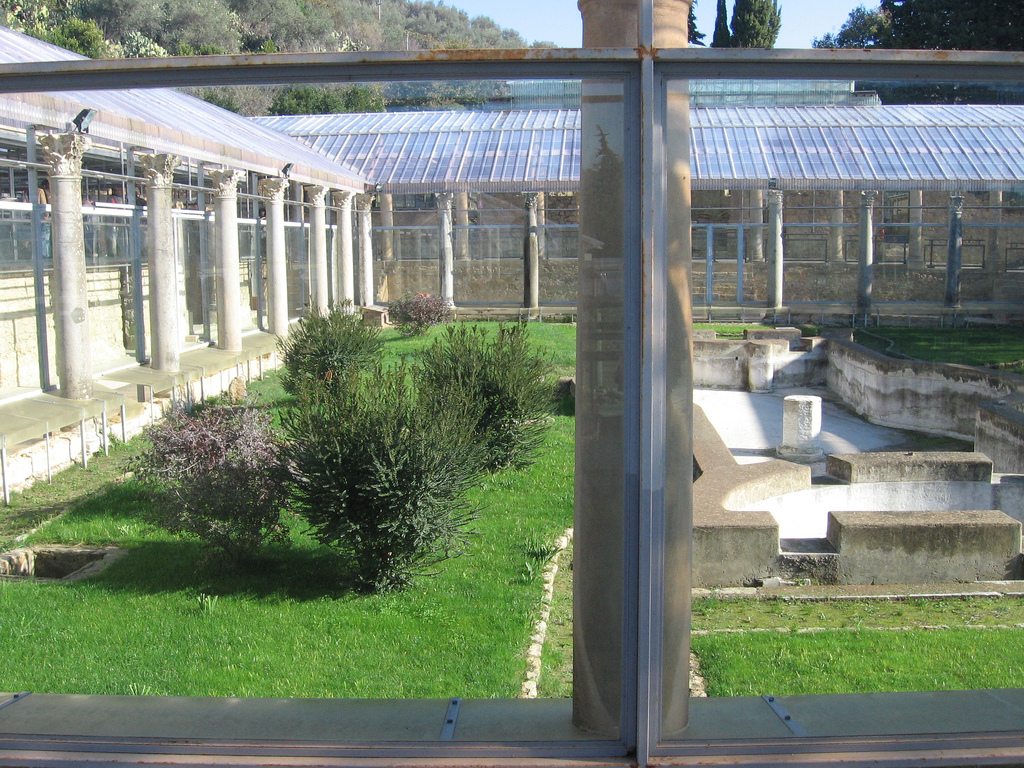
Vista do pátio interior ao peristilo

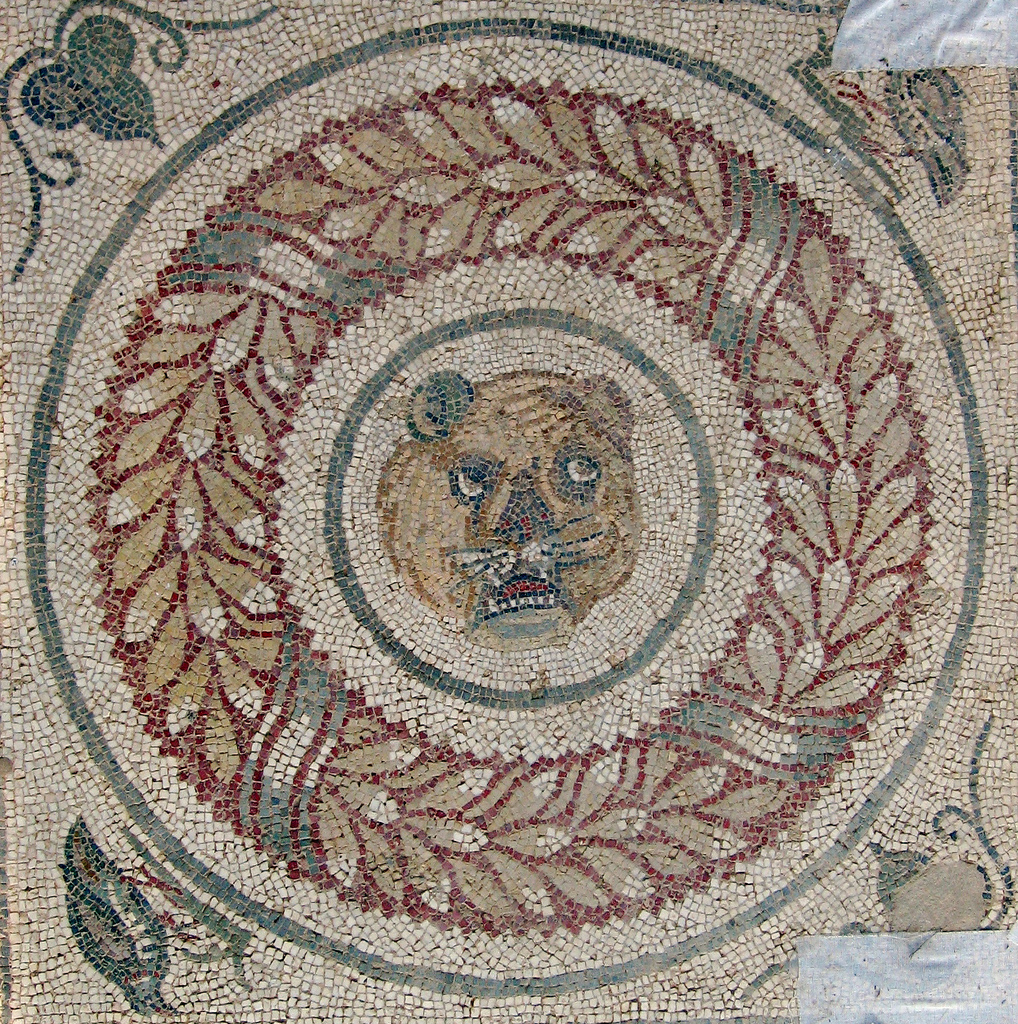
Cabeça de um tigre ou leão

A partir do vestíbulo acede-se ao peristilo: o mosaico apresenta aqui uma série de coroas de louro incluindo cabeças de animais de muitas espécies diferentes (felinos, antílopes, touros, cabras selvagens, cavalos, burros selvagens, cervos, ovelhas, um elefante e uma avestruz). A orientação das cabeças muda em dois pontos: em relação à entrada do vestíbulo e à base da escada de acesso ao complexo da sala absidada do lado oriental. Esta mudança tinha, provavelmente, a função de enfatizar os dois itinerários percorríveis no interior do edifício: o privado, à esquerda da entrada, que conduzia às salas do lado setentrional, e o público, em direcção à sala absidada do lado este e ao núcleo do triclínio com peristilo oval.
Alinhado com o vestíbulo, logo depois das arcadas do peristilo, encontra-se um pequeno vão absidado, o Sacelo dos Lares (Sacello dei Lari), enquadrado por duas colunas do peristilo e com pavimento de mosaico geométrico. O motivo apresenta dois quadrados cruzados, ornados por uma trança simples, que formam um losango com folha de hera ao centro. A folha de hera, símbolo dionisíaco e motivo decorativo de ascendência sassânida, aparece frequentemente em numerosos pavimentos da villa.

### Ambientes do lado norte do grande peristilo

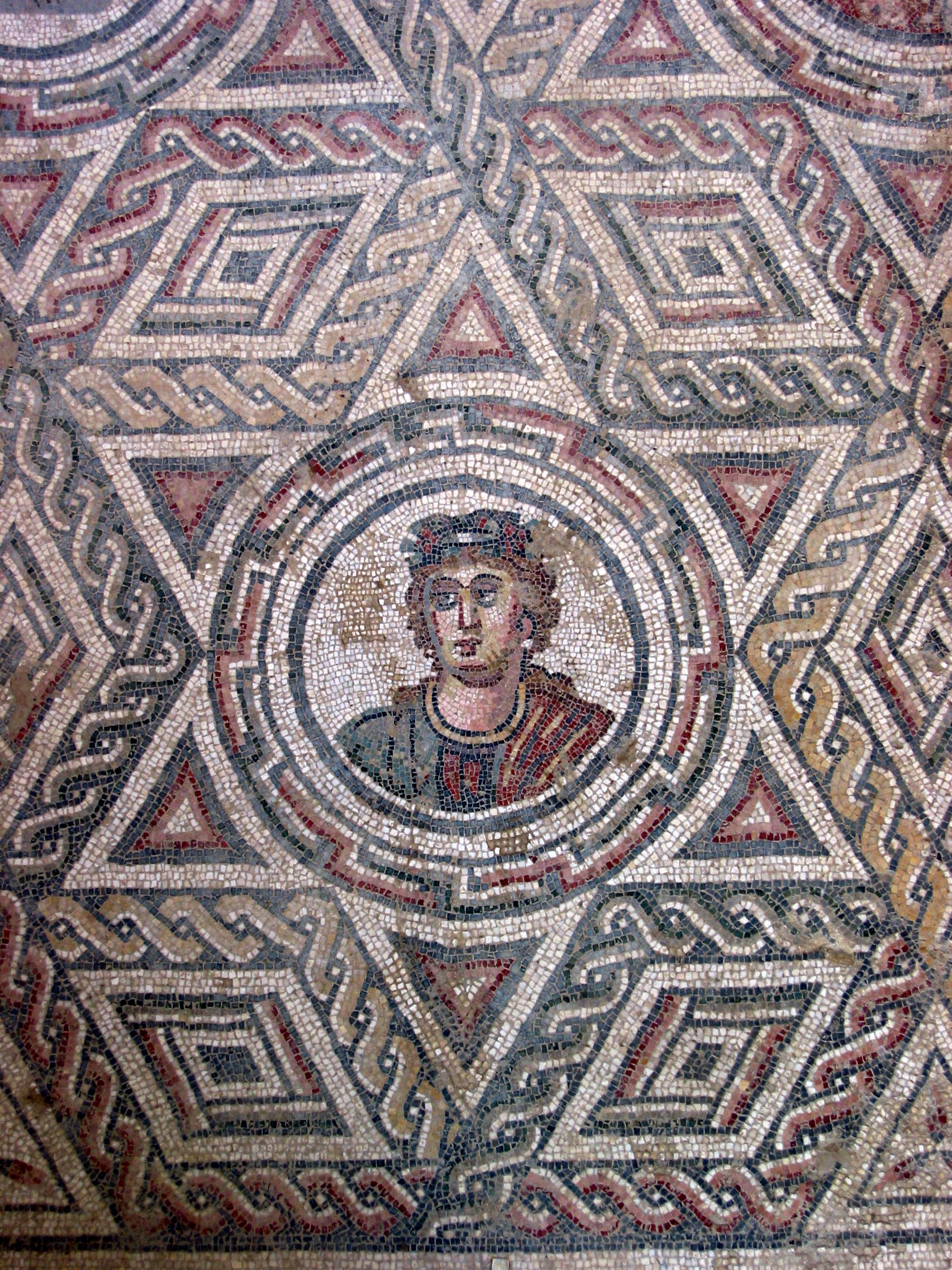
Personificação da Primavera no Salão das Estações

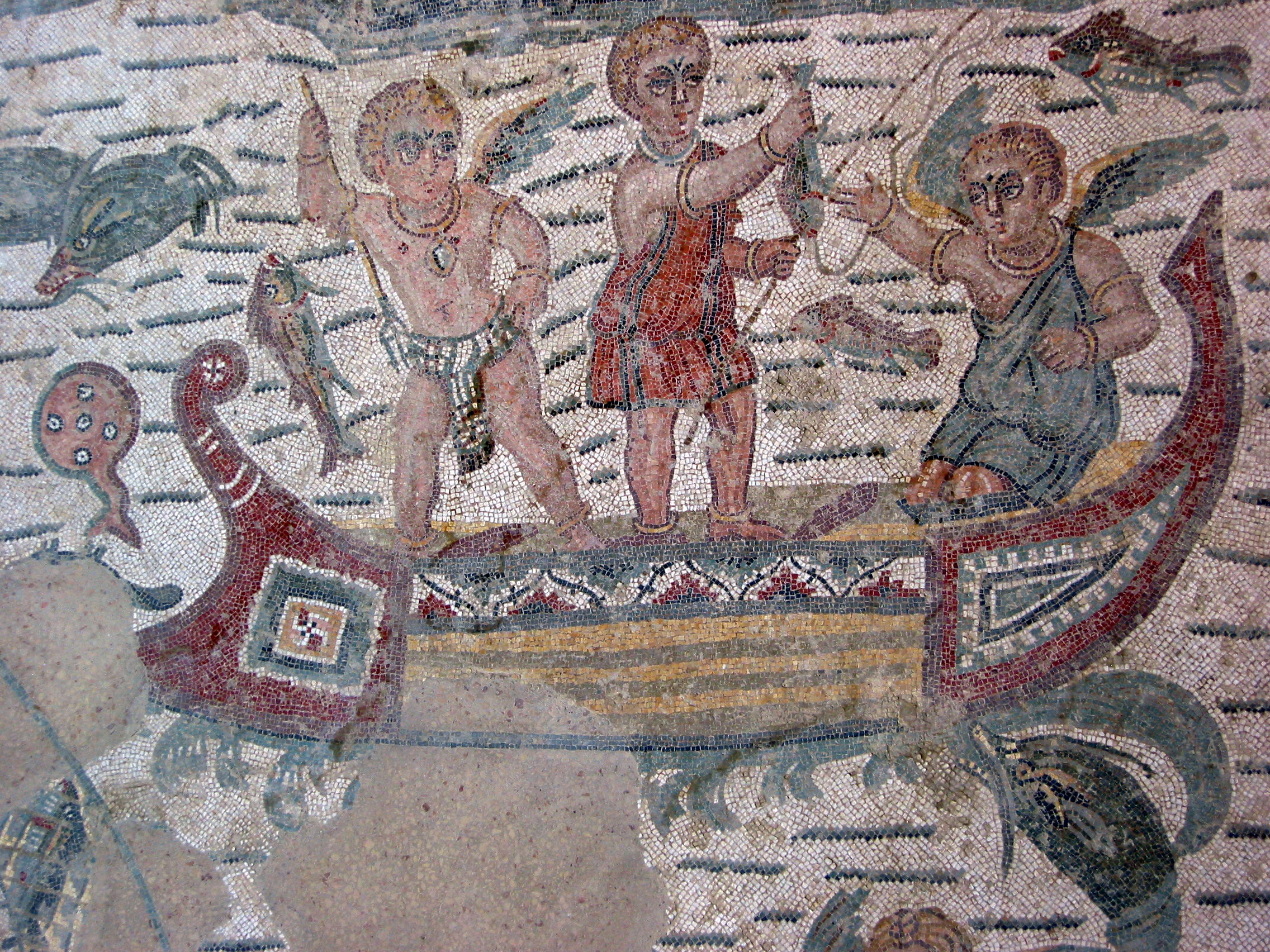
Cupidos Pescadores

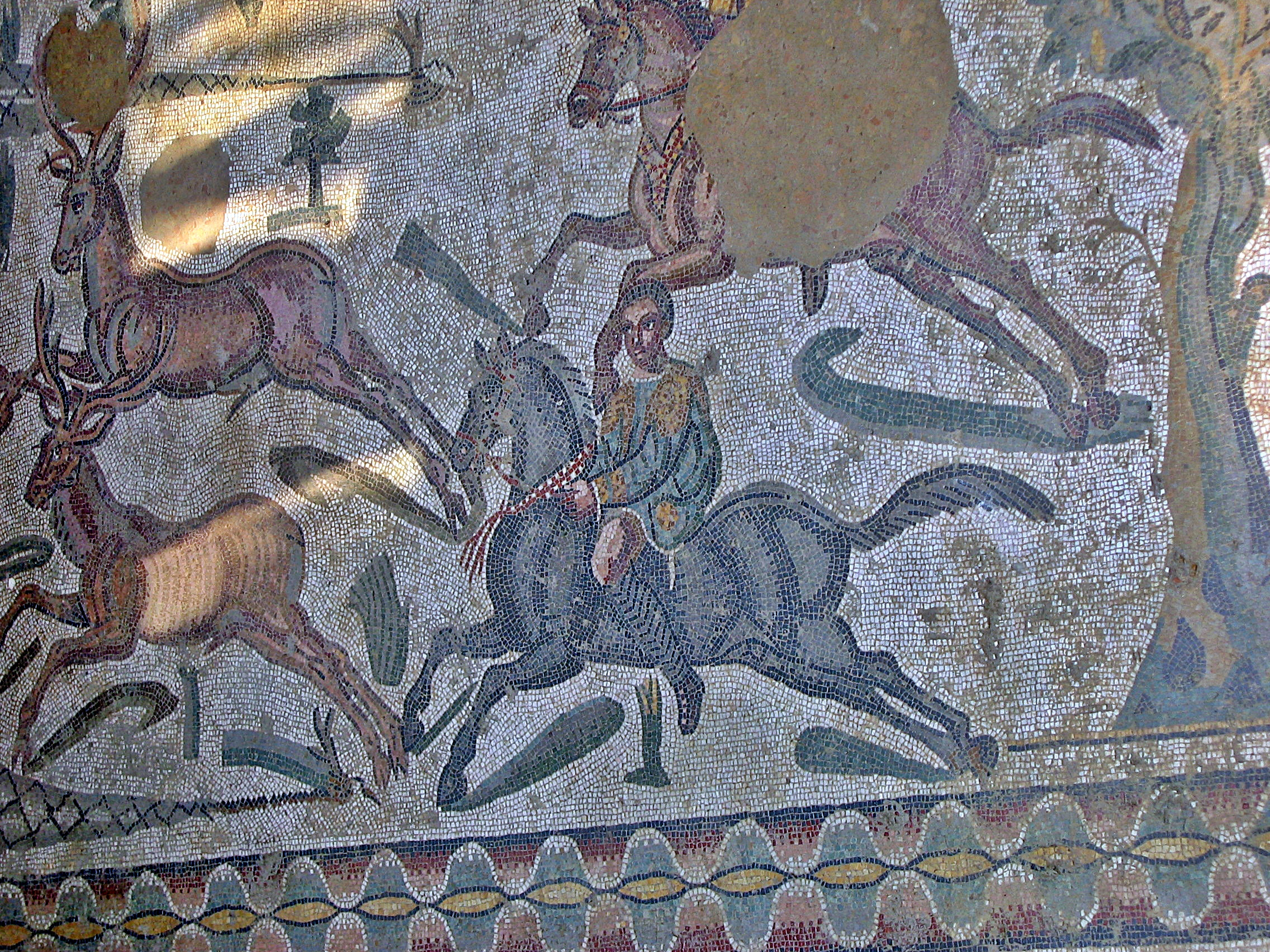
Cavaleiros na caça ao veado, mosaico da "pequena caçada"

Ao longo do lado setentrional do peristilo abrem-se ambientes com vários destinos. Três vãos iniciais, ambientes de serviço em função da cozinha, e outros dois ao fundo, ao serviço do vizinho apartamento principal, possuem pavimentos com mosaicos de motivos geométricos. Os esquemas decorativos presentes encontram-se no repertório dos mosaicos norte-africanos: põe-se a hipótese de os motivos adoptados na villa terem sido elaborados em Roma ou na Itália, e terem, assim, passado posteriormente para a África, ou que já fossem reelaborados no ambiente artístico norte-africano entre o final do século II e início do III.
Os dois ambientes seguintes que se abrem a partir deste braço do peristilo são, provavelmente, quartos (cubicula), precedidos de antecâmaras e com paredes decoradas com pinturas.
Em dois dos espaços do mosaico do pavimento estão representadas seis cópias de personagens, dispostas em dois registos. A interpretação é controversa: alguns viram aqui episódios de rapto, talvez o Rapto das Sabinas, enquanto outros, pela falta de atitudes violentas ou invasivas das figuras masculinas, puseram antes a hipótese de se tratarem de danças campestres nas festas primaveris em honra de Ceres. Cabeças, vestuário e jóias são ricas em particularidades, segundo a modalidade típica da arte tardo-antiga, e as cenas são estáticas e frontais, com o sentido do movimento sugerido somente pelo esvoaçar das capas. A linha sobre a qual assentam as figuras do registo superior apresenta a sombra inclinada.
O segundo quarto apresenta um mosaico pavimental com cupidos pescadores, com uma rica decoração nos barcos e nas roupas. Os cupidos carregam na fronte um sinal em V, de incerta interpretação, que também encontramos nos mosaicos norte-africanos do século IV. O tema dos cupidos repete-se mais vezes nas salas da villa, assim como se repetem os mesmos motivos, como as vilas marítimas na paisagem do fundo, o cupido que derruba o cesto com os peixes ou o outro que está a atingir uma presa com o tridente.
A sala seguinte que se abre no lado setentrional do peristilo, talvez uma sala de refeições (coenatio) invernal, de maior dimensão que as outras e com a entrada precedida por duas colunas, conserva o mosaico pavimental da "Piccola caccia". Estão representadas doze cenas em quatro registos;

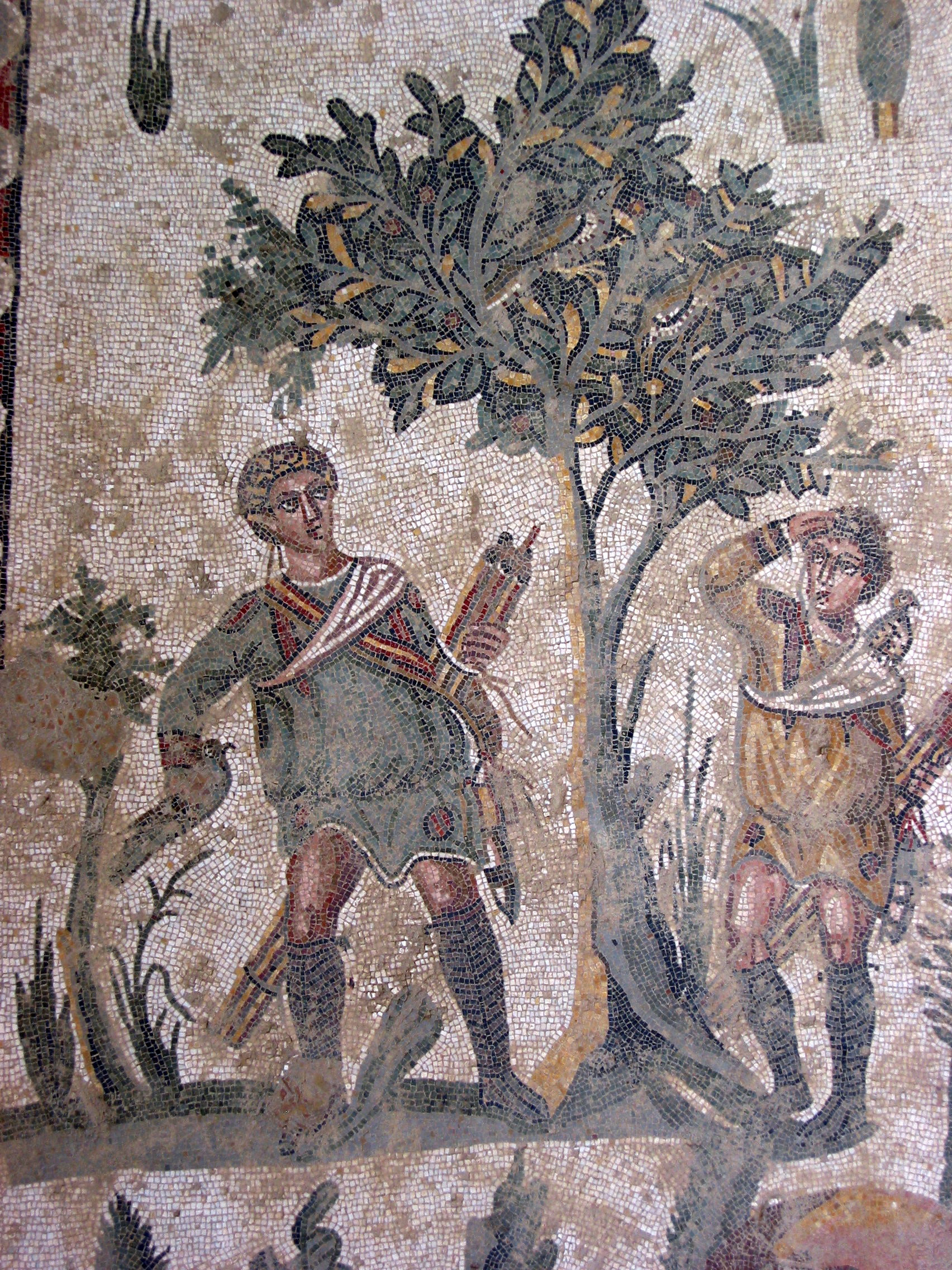
Caça às aves

- no primeiro registo de cima, um caçador com os seus cães na perseguição duma raposa;
- no segundo registo, um sacrifício a Diana, entre dois homens que carregam um javali sobre os ombros, ligados a um terceiro que leva uma lebre;
- no terceiro registo, dois homens espreitam algumas aves pousadas nos ramos duma árvore, uma vasta cena com o banquete do proprietário com os seus criados no bosque, um caçador no acto de atingir uma lebre com o venábulo (venabulum);
- no quarto registo, a captura de três cervos com uma rede e o dramático abatimento de um javali que havia ferido um homem num pântano. São dignas de nota as figuras dos dois servos surgidos de trás da rocha: um prepara-se para atingir o animal com uma pedra, o outro toca na cabeça nervoso.

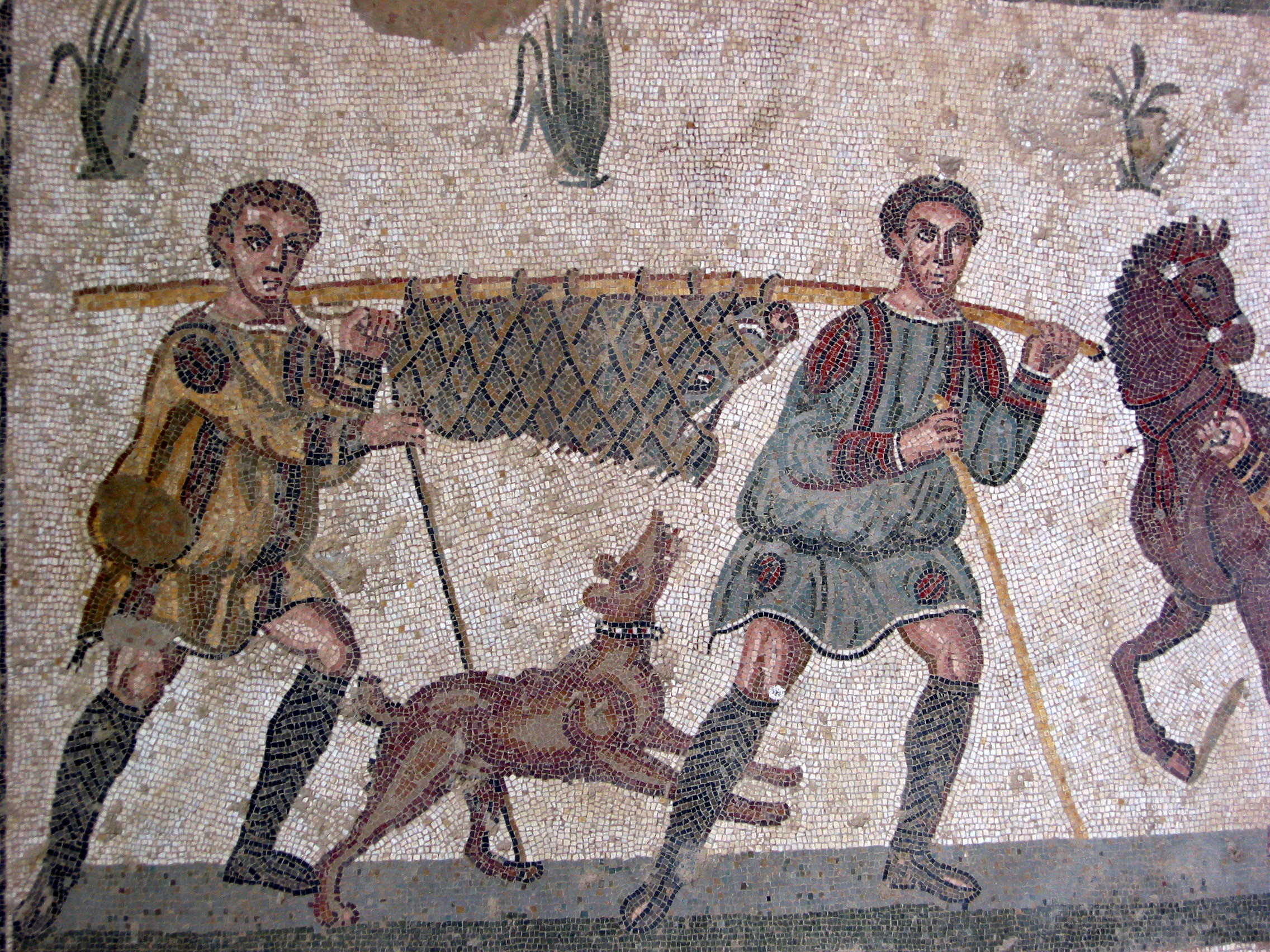
Transporte de um javali

As cenas representadas são verdadeiramente cenas de caça (venatio), que deviam fazer parte da vida quotidiana do dono da villa. O sacrifício a Diana, propiciador do bom êxito da caça, parece-se com o redondo de Adriano no Arco de Constantino, com igual motivo. Os módulos da composição são, porém, típicos da antiguidade tardia em Piazza Armerina: o sacrificante e os assistentes estão em posição frontal, os ramos das árvores dispõem-se simetricamente nos lados da cena e a tenda (velarium) cria um espaço de respeito para a personagem principal, com função análoga à do ciborium das igrejas paleocristãs. As cenas de caça derivam do repertório típico de toda a área do Ocidente Mediterrânico, e dispõem-se em torno dos dois episódios centrais, do sacrifício e do banquete, com ordem e simetria. O esquema da composição parece derivar do repertório norte-africano, lembrando o estilo e mosaicos da "Casa dei Cavalli" de Cartago e, pelas características compositivo-iconográficas, uma villa de Ippona: é possível que os mestres proviessem da África Proconsular e em particular da própria Cartago.

### Corredor da "Grande Caçada"

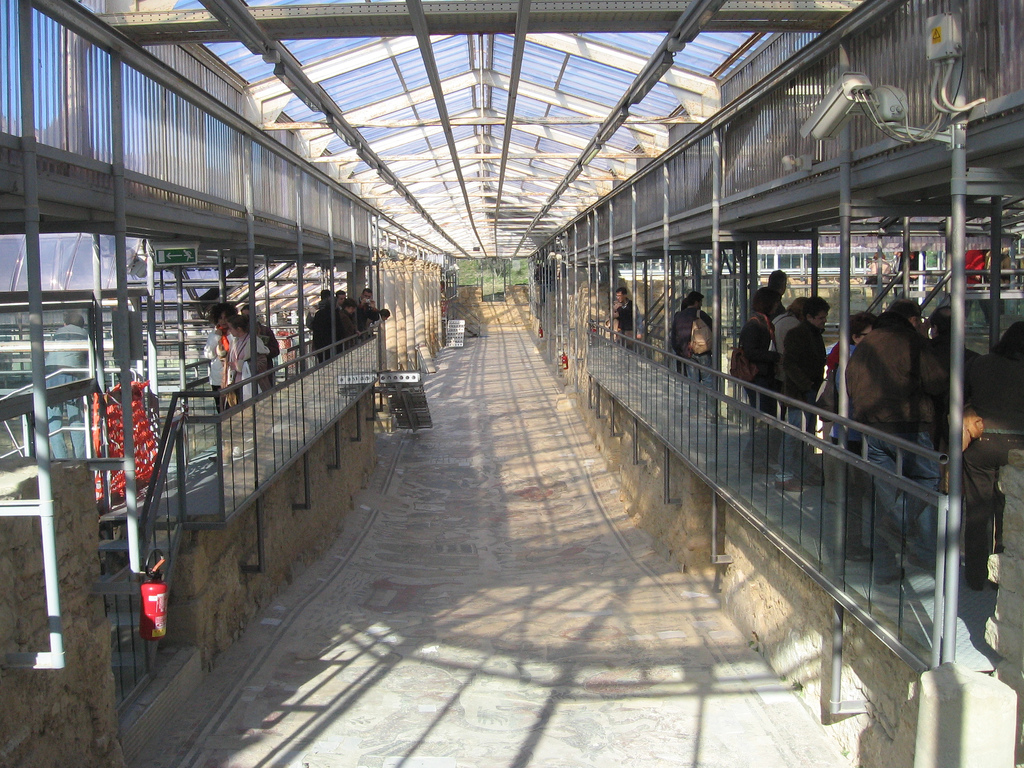
O Corredor da "Grande Caçada" visto de sul

A partir do fundo oriental do peristilo acede-se ao Corredor da "Grande Caçada" (65,93 m. de comprimento e 5 m. de largura), com a estremidade absidada. Neste corredor, elemento de ligação e separação entre a parte pública e privata, abriam-se a grande sala absidada de representação e os apartamentos principais. A importância era sublinhada pelo pórtico que se abre na sua parte central em diracção ao peristilo e pela ligeira elevação: acediam aqui duas escadas vindas dos braços norte e sul do peristilo, e uma terceira escadaria central, de frente para a entrada da sala absidada.
Apesar do nome pelo qual é conhecido, o tama do mosaico pavimental representa uma grande batida de captura de animais selvagens para os jogos do Coliseu de Roma: nenhum animal é, de facto, abatido e os caçadores usam as armas apenas para se defenderem. A característica técnica, unida às análises das cesuras evidentes no fundo do mosaico, permitiram individualizar sete cenas, executadas por dois grupos distintos de mosaicistas.
- A primeiras três cenas foram realizadas com tesselas quadradas de pequenas dimensões (5–6 mm), de forma muito regular, e com uma certa quantidade de faiança; foram empregadas poucas escamas de pedra, e encontram-se aqui cerca de vinte cinco cores diferentes.
- As cenas restantes, na metade sul do corredor, foram realizadas com tesselas um pouco maiores (6–8 mm), apresenta escamas de pedra mais frequentes e menor precisão nos detalhes; estão presentes quinze cores.

A diferença estilística entre as duas partes do corredor é bastante evidente. Enquanto na metade sul as figuras são secas, esquemáticas e privadas de volume, as da metade norte destacam-se pela qualidade plástica e naturalista dos corpos dos animais e pelos volumes das vestes em movimento livre. É possível que a parte meridional do corredor seja obra de mestres mais conservadores, fiéis aos cânones estilísticos do século III e aos modelos da linguagem figurativa ocidental, enquanto a parte setentrional era trabalhada por mosaicistas mais inovadores e mais próximos à cultura figurativa do século IV, a qual havia absorvido modelos elaborados na Grécia ou na Ásia Menor, sendo ainda próxima da tradição helénica.

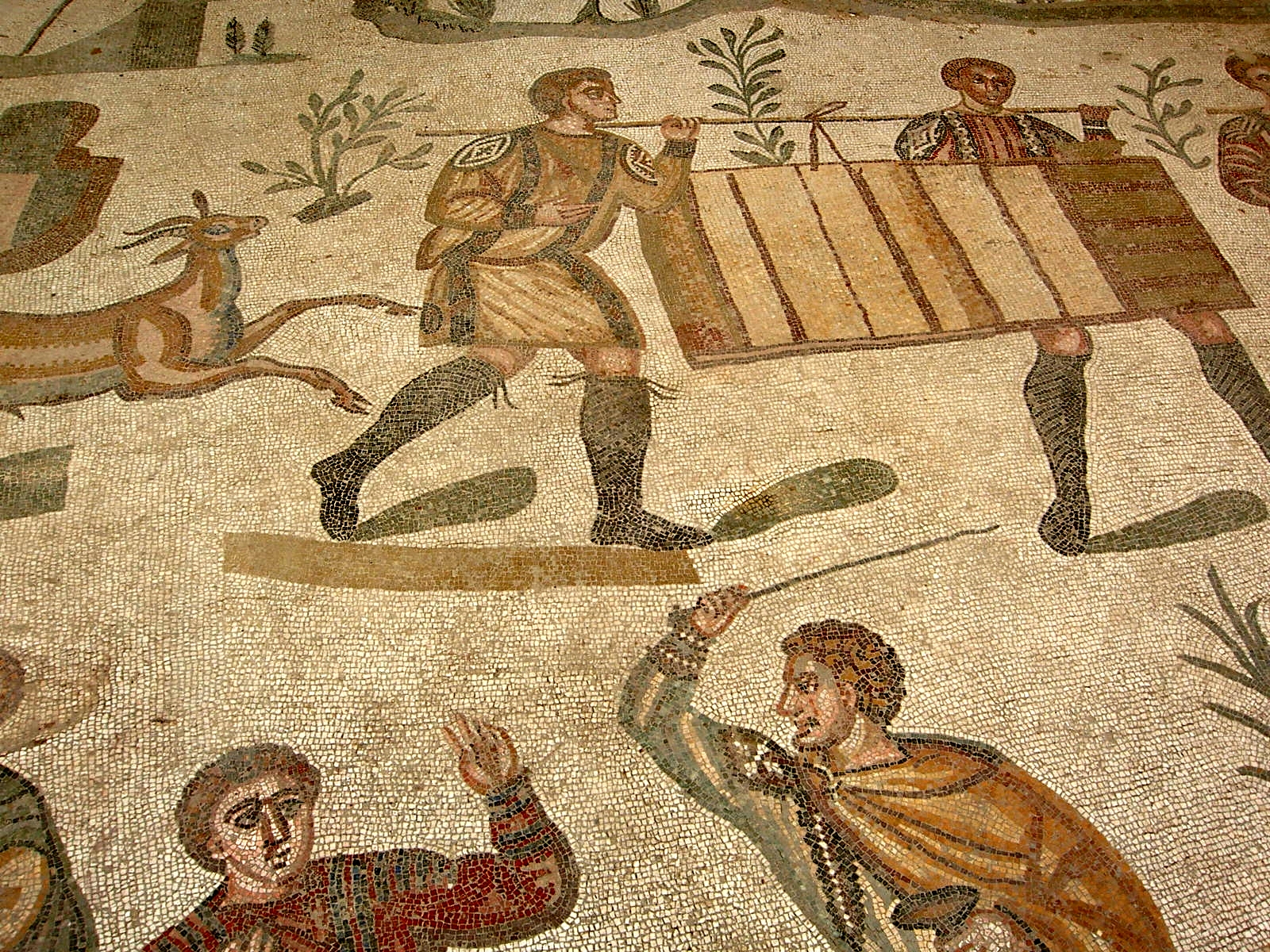
Detalhe da segunda cena do mosaico da "Grande Caçada"

- A primeira cena representa a captura de diversos animais, cada um deles parecendo provenientes duma província diferente da África, à excepção da Tripolitânia: a captura da pantera na Mauritânia, segundo a técnica descrita na História Augusta, realizada por soldados (reconhecíveis no mosaico pelo vestuário) com a ajuda dum isco e de uma armadilha; a captura do antílope na Numídia, onde os cavaleiros não fazem uso da sela; a captura do javali selvagem em Bizacena, próximo dum pântano talvez identificável com o Lago Trítone (Lacus Tritonis), a sul do Hadrumeto.
- Na segunda cena, numa localidade portuária com um luxuoso edifício ao fundo – talvez uma villa marítima –, um cavaleiro, talvez um oficial adido ao correio imperial, controla o transporte duma pesada carga. Quatro homens transportam aos ombros algumas bestas amarradas ou fechadas no interior de caixas, um oficial chicoteia um escravo e outros servos arrastam avestruzes e antílopes para um navio. Os estudiosos concordam ao reconhecer o porto de Cartago, em cujo fórum marítimo existia, na era antonina, um edifício octogonal e um templo com pórtico semicircular, semelhantes à arquitectura representada no fundo desta cena.
- Na terceira cena, que se encontra frente à entrada da sala absidada, está representada uma linha de terra situada entre os dois mares. Ao centro, um grupo de três personagens observa o desembarque dos animais de dois navios provenientes dos dois lados. Pela sua posição proeminente, neste grupo pretende-se ver a representação de um dos tetrarcas, ou de Magêncio (filho do Maximiano) com dois outros oficiais, ou ainda de um procurador de elefantes (procurator ad elephantos; funcionário imperial encarregue dos animais para os jogos) com dois adidos. A terra entre os dois mares é, com toda a probabilidade, a Itália, e talvez esteja aqui representado o porto da própria cidade de Roma. O desembarque simultâneo dos dois navios constitui um exemplo de narração típica da arte tardo-antiga.
- Na quarta cena temos o embarque dos animais num porto oriental, talvez no Egito, como leva a pensar a presença de um elefante, de um tigre e de um dromedário. Os caçadores envergam calções de tipo oriental.

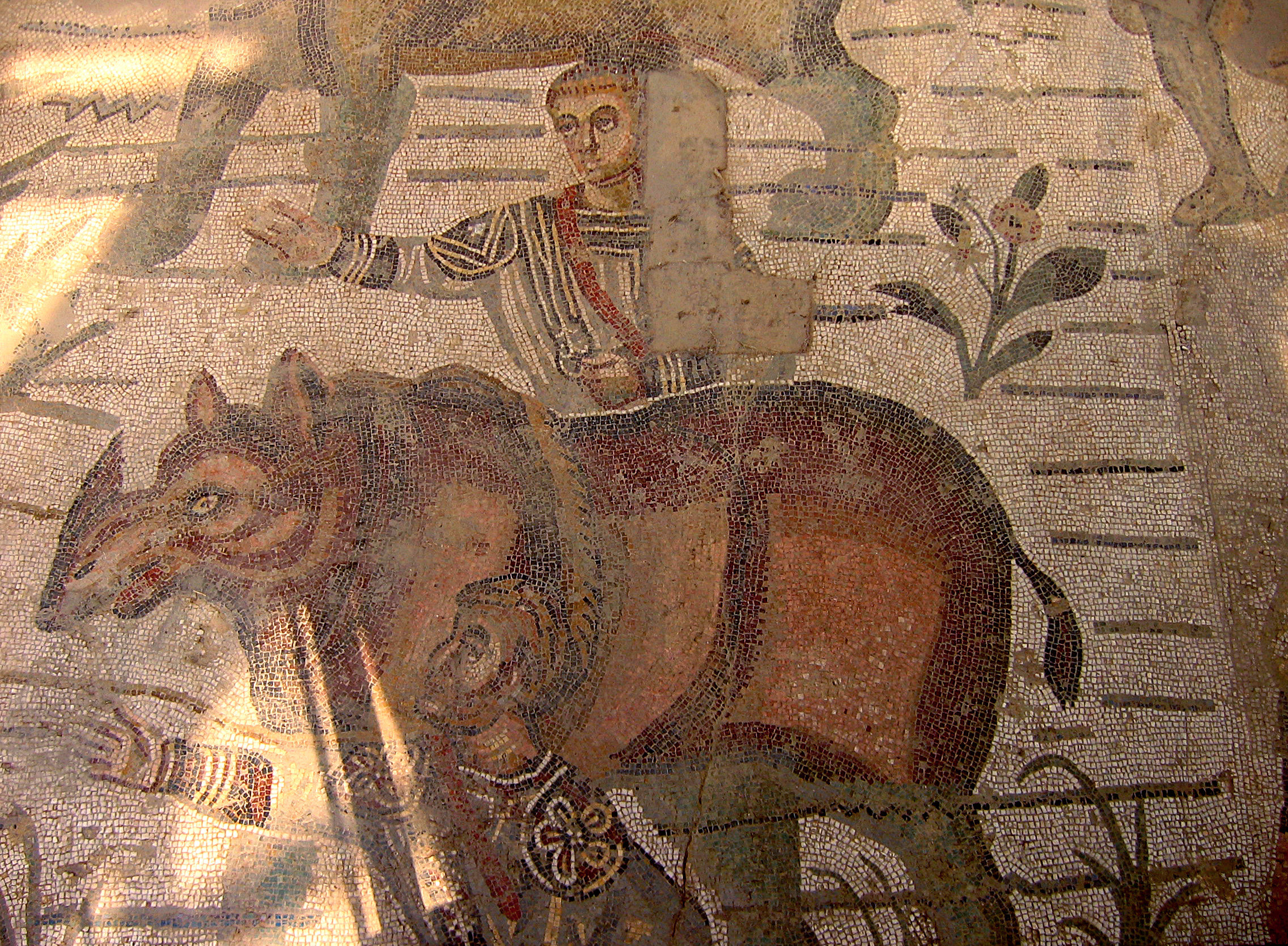
Detalhe da quinta cena do mosaico da "Grande Caçada", com a captura dos rinocerontes

- A quinta cena representa a captura dos rinocerontes numa paisagem do Nilo com pântanos, flores cor-de-rosa e característicos edifícios da região.
- Na sexta cena temos, na parte superior, uma luta entre animais selvagens e um leão que ataca um homem, sendo ferido por esse motivo. Na parte inferior, um personagem de idade madura, de aspecto solene e impositivo, flanqueado por dois soldados com escudo, espera a chegada de uma misteriosa caixa capaz de conter os grifos que aparecem na extremidade do corredor.
- Na sétima cena temos a captura de um tigre na Índia, com a ajuda de um estratagema descrito por Santo Ambrósio e da Claudiano. Uma esfera de cristal é lançada em direcção ao tigre. O animal, vendo a própria imagem reflectida na esfera, acredita ver uma das suas crias e distrai a sua atenção dos caçadores, que assim podem capturá-lo facilmente. O último episódio, que despertou frequentemente a atenção dos estudiosos pela sua singularidade, mostra a captura dum grifo com um isco humano.

Nas absides, situadas nas extremidades norte e sul do corredor, temos duas figuras femininas. A do norte, com bastante lacunas, tem na mão direita uma lança e de ambos os lados um leão e um leopardo. Trata-se, talvez, da personificação da Mauritânia ou, mais genericamente, da África. A outra figura feminina, pela pele olivada, pela presença do elefante de orelhas pequenas, pelo tigre e pelo fénix, representará a Índia, como parece provar a presença dos formidines pendentes dos ramos, fitas encarnadas usadas pelos caçadores indianos para capturar os tigres.
A representação de uma caçada ou de uma captura de animais é um tema bastante óbvio para uma villa do campo e, em geral, faz parte do típico repertório iconográfico da exaltação aristocrática ou régia. Todavia, o que torna única a caçada de Piazza Armerina é a representação de terras conhecidas do Ocidente ao Oriente, com personificações e espécies de animais características de cada região. Tudo isso faz com que este mosaico deva ser visto como uma espécie de carta geográfica, oferta digna de um imperador: acreditava-se que a posse duma representação cartográfica pudesse, de alguma forma, aumentar magicamente o poder do soberano sobre aquela terra. Por outro lado, um dos temas recorrentes dos panegíricos imperiais era a difusão da fama e da glória imperiais até aos confins do mundo. É mesmo este o significado dos animais fantásticos, como os grifos e a fénix, símbolos de países muito remotos e misteriosos. Só com a identificação certa do proprietário da villa poderiamos clarificar as motivações desta escolha, mas est é um problema ainda em aberto.
No que diz respeito ao estilo, o mosaico da "Grande Caçada" enquadra-se perfeitamente no clima artístico do século IV. Encontramos aqui, de facto, uma série de módulos expressivos que apelam ao Arco de Constantino, em Roma, como a cabeça redonda penteada em coroa, com madeixas que descem do crânio sem dominá-lo, a disposição das cenas sobre registos sobrepostos, a frontalidade, a bidimensionalidade e as proporções hierárquicas, pelas quais a narração prevarica a dimensão dos elementos da paisagem, que são reduzidas ao mínimo. O decorativismo muito cuidado, a atenção ao detalhe, o vivo cromatismo (nas vestes dos criados, caçadores e funcionários, nas penas das avestruzes) antecipam a arte bizantina, onde os brocados e joias apagaram os volumes da forma humana. Sobre esta riqueza decorativa já se esconde, de facto, uma perda substancial do sentido da organicidade naturalista, como revelam, também, as sombras inclinadas utilizadas ao acaso e certos equívocos dos modelos originais, como nas patas dos bois que puxam o carro ao centro do mosaico.

### Basílica

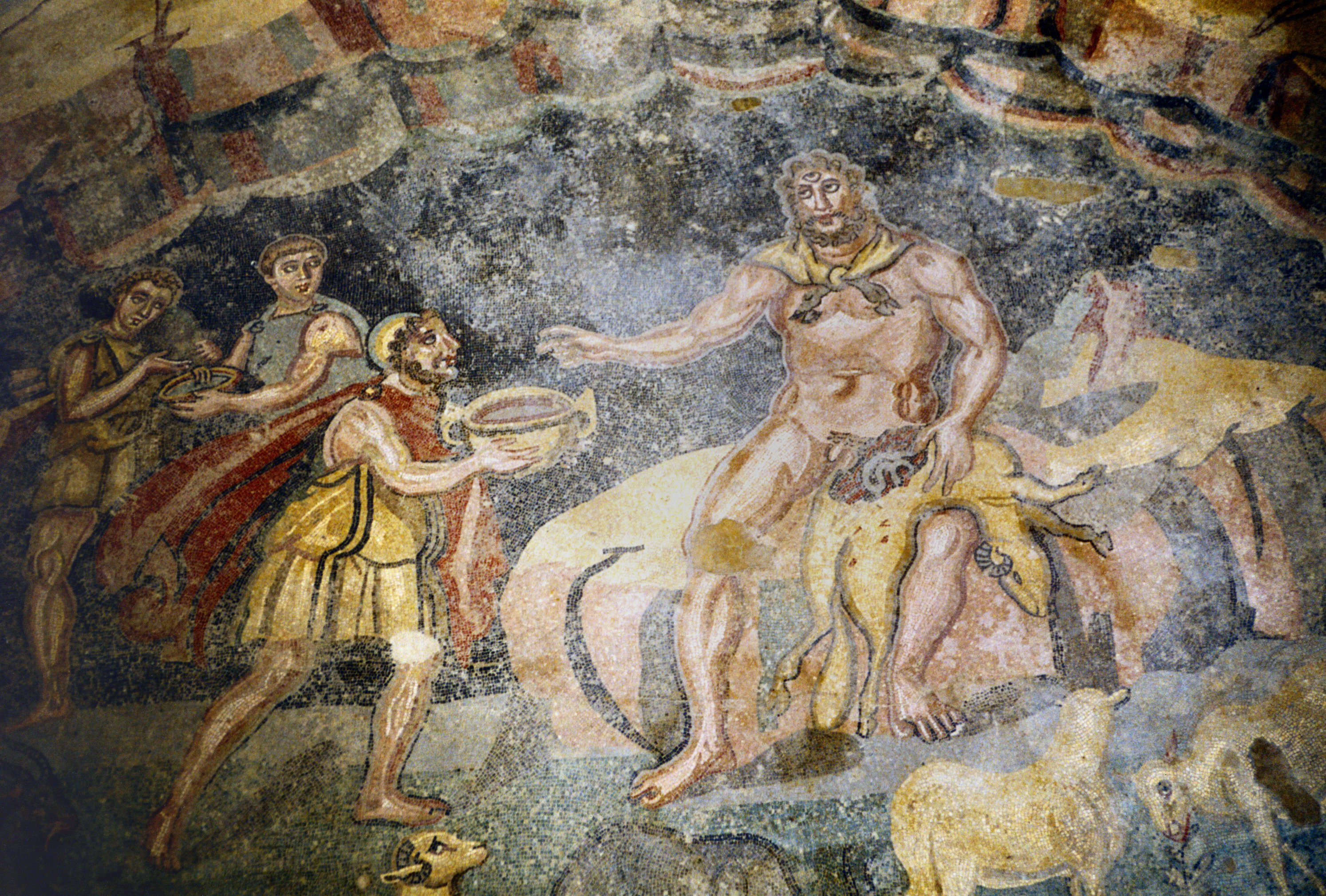
O Vestíbulo de Polifemo

No fundo do Corredor da Grande Caçada, ao centro, no alto de quatro degraus, abre-se uma ampla sala absidada, com uma entrada dividida por duas colunas que lhe assinala a importância.
A função pública da sala, onde provavelmente o proprietário concedia audiência e recebia os visitantes, também é evidente pela pavimentação original de precioso opus sectile em placas de mármores coloridos e porfiróide. A sala encontra-se no final dum percurso que se desenvolve em sentido ascendente a partir da entrada monumental. O frontal Corredor da Grande Caçada constitui uma conduplicatio enfática ou um di più, ou seja, uma repetição, do peristilo numa cota mais elevada. Com base em comparações com exemplos análogos – embora menos monumentais – da "villa de Porto Magno" (Portus Magnus), na Argélia (século III), do "palácio de Fishbourne", no Sussex, do "Pretório" de Lambésis e da "Aula palatina" de Tréveris, parece poder-se indicar para este corredor, aparentemente supérfluo, uma função de "sala de espera". Uma solução semelhante será adoptada nos séculos seguintes pelo nártex das igrejas cristãs, particularmente em diversos edifícios de culto da área greco-egeia, datáveis entre o final do século IV e o V (Basílica de Epidauro, Basílica A de Nicópolis em Epiro, Basílica de Afendelli em Lesbos), nas quais o nártex, adossado ao braço oriental do átrio, o duplica em comprimento, tal como acontece na Villa Romana del Casale pelo corredor da "Grande Caçada" e peristilo. Estas semelhanças levaram ao levantamento da hipótese do complexo da sala basical ter uma função, mesmo, "litúrgica", em relação com as cerimónias das audiências na Corte Imperial da época tardo-antiga.

### Apartamentos principais do lado oriental
Dos ambos os lados da basílica abrem-se, no corredor da "Grande Caçada" os dosi apartamentos principais: o mais a norte, mais próximo aos ambientes de serviço e de dimensões inferiores, era provavelmente reservado à família (a dona da casa e o filho do proprietário) e o outro, mais importante e com uma decoração dos mosaicos mais rica e articulada, era provavelmente o do proprietário.

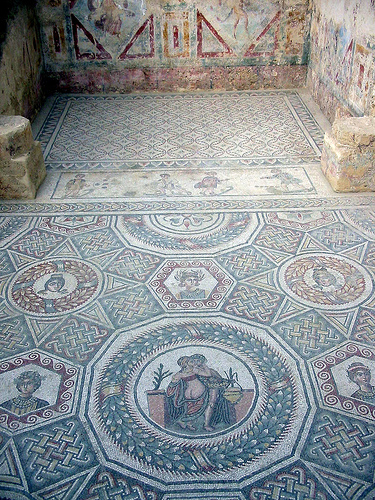
Vista do segundo cubículo com a alcova

#### Apartamento setentrional

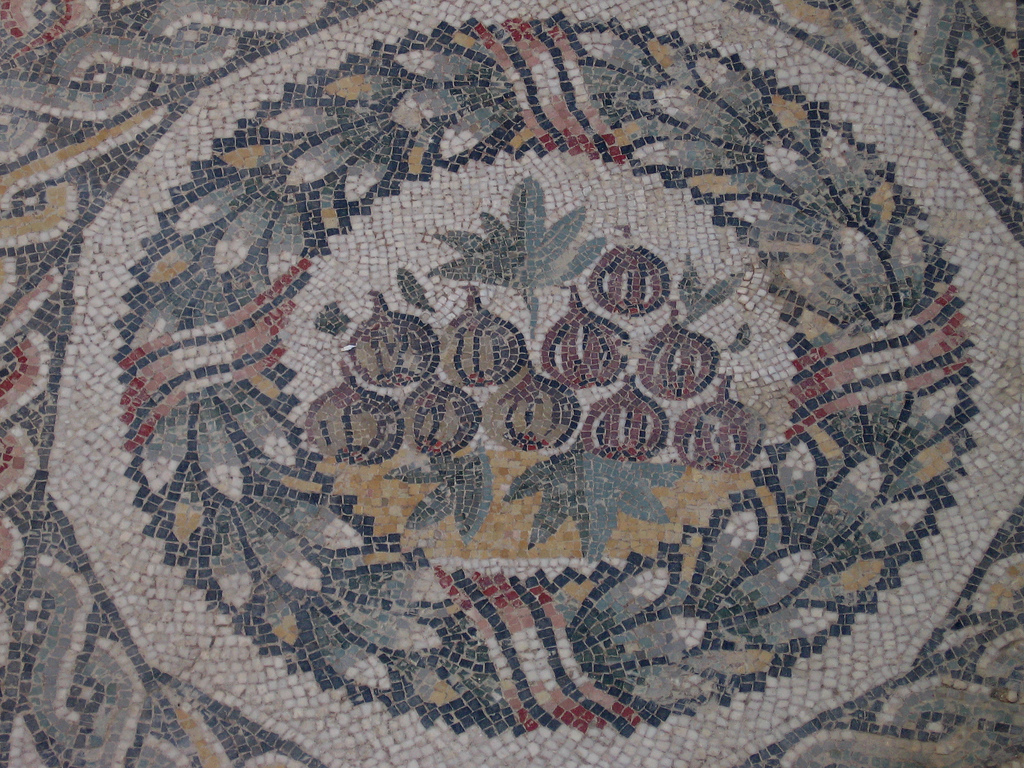
Figos numa das salas do apartamento setentrional

Um primeiro ambiente serve de antecâmara; o pavimento é decorado com o episódio de Ulisses que vence Polifemo por maio da astúcia, entregando-lhe o cântaro do vinho. Pinturas com o mesmo tema são encontradas no Palatino, o que põe a hipótese de se tratar da derivação de um original pictórico. Trata-se, de qualquer forma, de um testemunho da cultura do proprietário e da sua familiaridade com o ambiente romano.
Na antecâmara abre-se uma sala absidada, talvez identificável com uma sala de refeições (triclínio), ou com um quarto (cubículo), com reentrância para o leito (alcova) na abside. A sala apresenta pinturas de Cupidos nas paredes e um mosaico geométrico no pavimento, no qual estão inseridos círculos com as estações e cestas de fruta, enquanto na abside se encontra um motivo em escamas com elementos naturalistas muito refinados.
Um segundo ambiente, igualmente aberto para a antecâmara, é um outro cubículo com alcova. O pavimento é formado por um tapete geométrico com esquemas poligonais, estreças estilizadas e estações nos círculos, os quais circundam um medalhão com um casal de amantes. A passagem para a alcova, a reentrância ocupada pelo leito, mostra cenas de crianças a brincar, enquanto a própria alcova apresenta uma decoração geométrica.

#### Apartamento meridional
O apartamento meridional abria-se no corredor da "Grande Caçada", com uma imponente entrada constituída por um peristilo em forma de ferradura com quatro colunas jónicas e uma fonte ao centro. O peristilo era pavimentado com um mosaico que representava a vista inteira de um porto, que gira em volta da composição, e "Cupidos Pescadores", com temáticas semelhantes às presentes num dos dois cubículos do lado norte. Neste ambiente existe uma diferença estilística entre a metade norte e a metade sul da composição. De facto, na metade sul, as árvores são menos numerosas, o mar é desenhado por poucas linhas em zig-zag e por muitas linhas direitas, os edifícios ao fundo são vistos de frente e não estão ligados entre si. Tudo isto revela, evidentemente, a utilização de diversos modelos.
Uma sala absidada abre-se no lado do fundo do peristilo e constituía, talvez, a biblioteca privada do proprietário. O pavimento de mosaicos apresenta a cena mitológica do poeta Arione, ao centro, que encanta os animais marinhos, tritões, Nereidas e cavalos-marinhos, com a música e a poesia. Na abside encontra-se uma grande cabeça de Oceano circundada por várias espécies de peixes. Os penteados e capacete das Nereidas forneceram importantes dados cronológicos com base em retratos numismáticos das Imperatrizes da Dinastia Constantina. A disposição da cena e o seu significado são muito semelhantes aos do mosaico com Orfeo na sala absidada que se abre no lado sul do grande peristilo quadrangular.

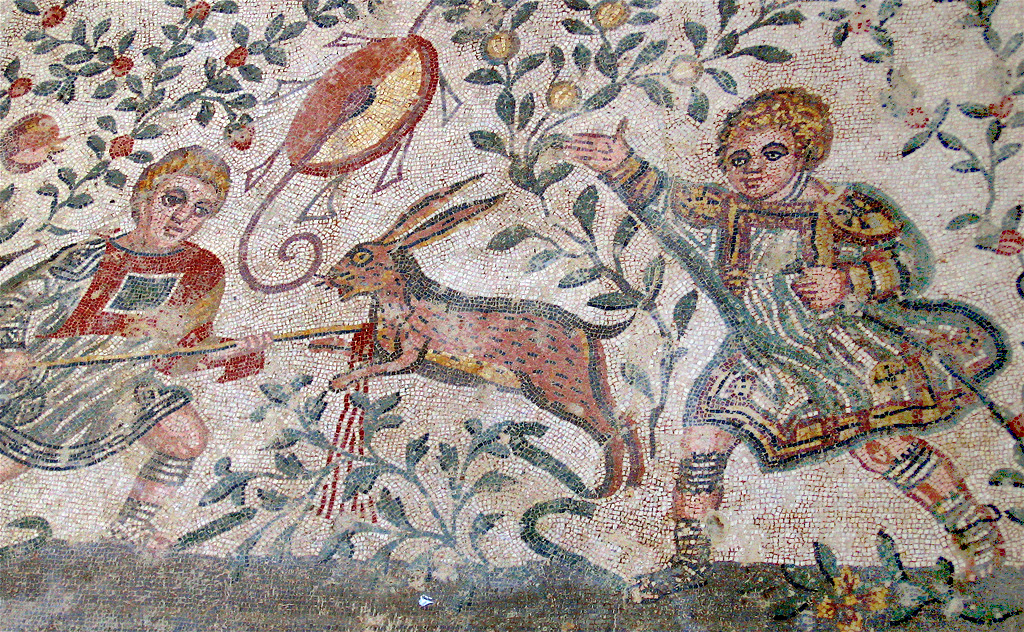
Pormenor do mosaico dos "Meninos Caçadores" - caça à lebre

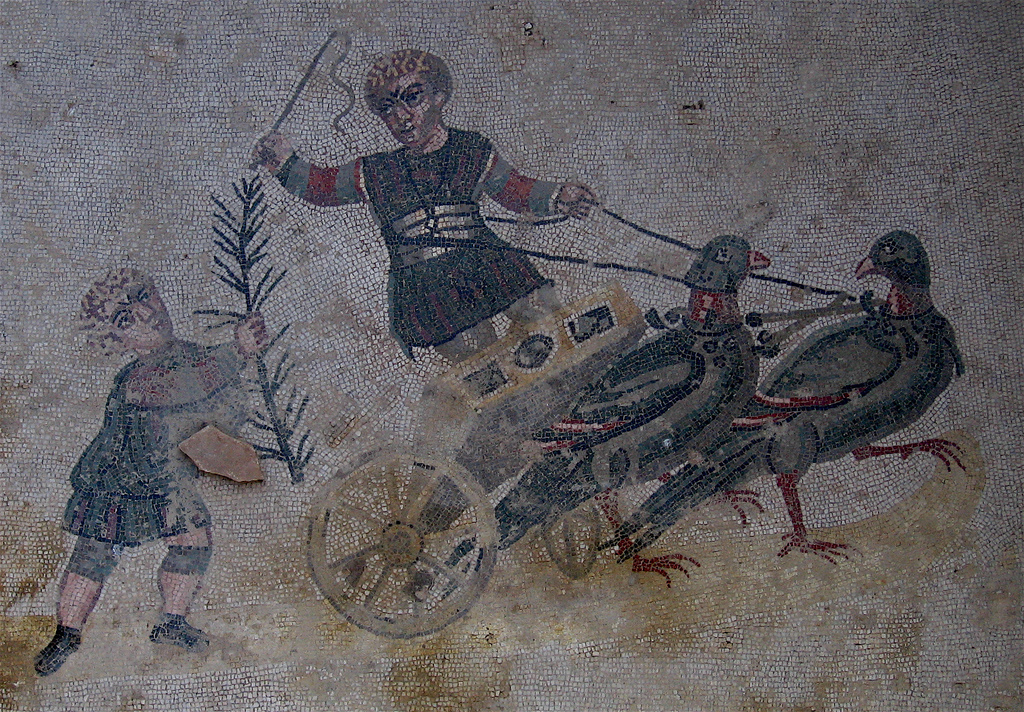
Pormenor do mosaico do "Circo das Crianças" - criança sobre uma biga puxada por aves.

No lado esquerdo do peristilo em forma de ferradura, dispõe-se de uma cópia dos ambientes, correspondentes a um cubículo com alcova rectilínea precedido por uma antecâmara:
- na antecâmara encontra-se o mosaico com o combate de Eros e Pã, ao qual assistem, do lado esquerdo, talvez o dono da casa, um Sátiro e duas Ménades, enquanto à direita se encontram três crianças e duas jovens mulheres, provavelmente familiares do proprietário. Os objectos sobre a mesa ao fundo são o prémio para o vencedor: quatro coroas de folhas de palma e dois sacos cheios de moedas (sobre cada um destes está indicada a cifra: 22.000 denários). Trata-se dum episódio mitológico pouco conhecido, mas que fazia parte da cultura do dono da casa: o mesmo tema é encontrado na basílica paleocristã de Aquileia, edificada num período muito próximo ao da Villa Romana del Casale, e na qual a tartaruga simboliza o mal e o galo o bem e a luz;
- no cubículo está presente o mosaico dos Meninos Caçadores (Bambini Cacciatori): as cenas sucedem-se em vários registos, de grande efeito ornamental devido ao preenchimento por ramos com folhas e frutos que ocupa todo o fundo. Não faltam episódios humorísticos, como aquele da criança caída que é mordido na perna por um grande rato, ou o outro em que foge à frente de um galo (esta última cena passará na iconografia mural medieval como representação da Preguiça).

No lado oposto do peristilo em forma de ferradura, dispõe-se uma cópia semelhante dos ambientes, antecâmara, e cubículo com alcova absidada:
- a antecâmara apresenta o mosaico do chamado Circo das Crianças (Circo dei bambini): na arena competem quatro bigas, puxadas por aves e guiadas por aurigas infantis; uma criança encarregada da premiação carrega na mão um ramo de palma para o vencedor. A crítica mais recente vê nesta cena uma alegoria às Estações, uma referência à passagem do tempo como mesmo significado simbólico dos círculos com carros do Sol e da Lua no Arco de Constantino;
- o cubículo é decorado com o Agon musical (Agone musicale): em três registos, encontram-se crianças absortas pela recitação e pelo canto. Também aqui, como no mosaico de Eros e Pã, recorre-se à mesa com a coroa da vitória, ao fundo. As duas crianças que, na abside do fundo, se dedicam a entrelaçar grinaldas de flores e folhas, podem referir-se aos momentos das festas primaveris em honra de Ceres.

Nos mosaicos deste apartamento meridional encontramos uma síntese de todo o programa iconográfico da villa: a astúcia e a poesia (Eros, Arione) que vencem a força bruta (Pã, as bestas marinhas); o tema da caça (crianças caçadoras); o circo (crianças sobre bigas); a poesia e a música (Agon musical, que se relembra tanto na luta de Eros e Pã, como nas cenas de Arione e Orfeu).

### Ambientes no lado sul do grande peristilo

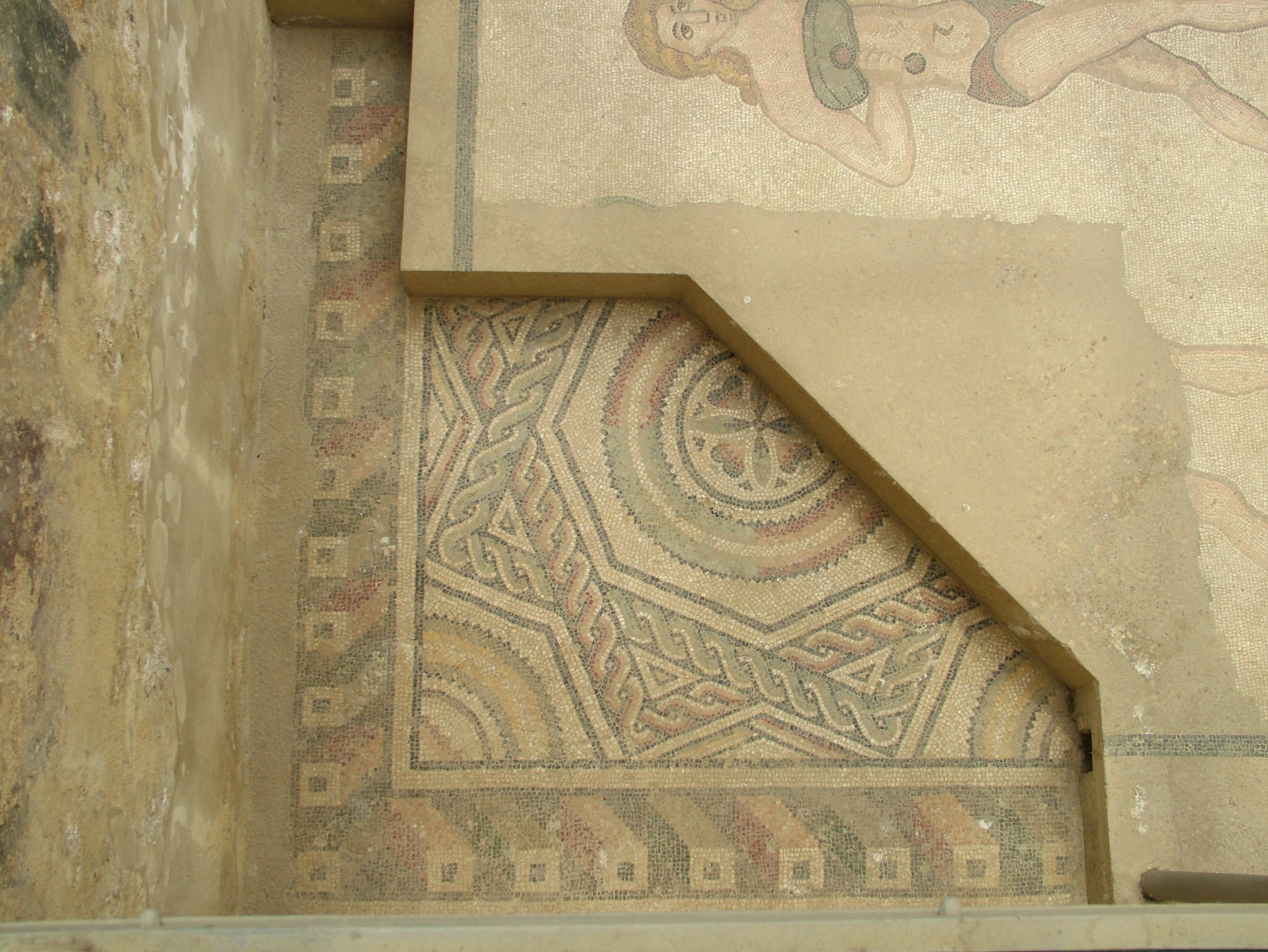
Fragemnto do mosaico original

Imediatamente contíguos às escadas que levam ao corredor da "Grande Caçada", abrem-se no pórtico meridional do grande peristilo dois ambientes de serviço, originalmente pavimentados com motivos geométricos. Numa reconstrução posterior, o ambiente mais interior foi decorado com um mosaico conhecido como o das "Donzelas em biquini", em cujos dois registos se dispõem dez raparigas ocupadas com exercícios de atletismo.

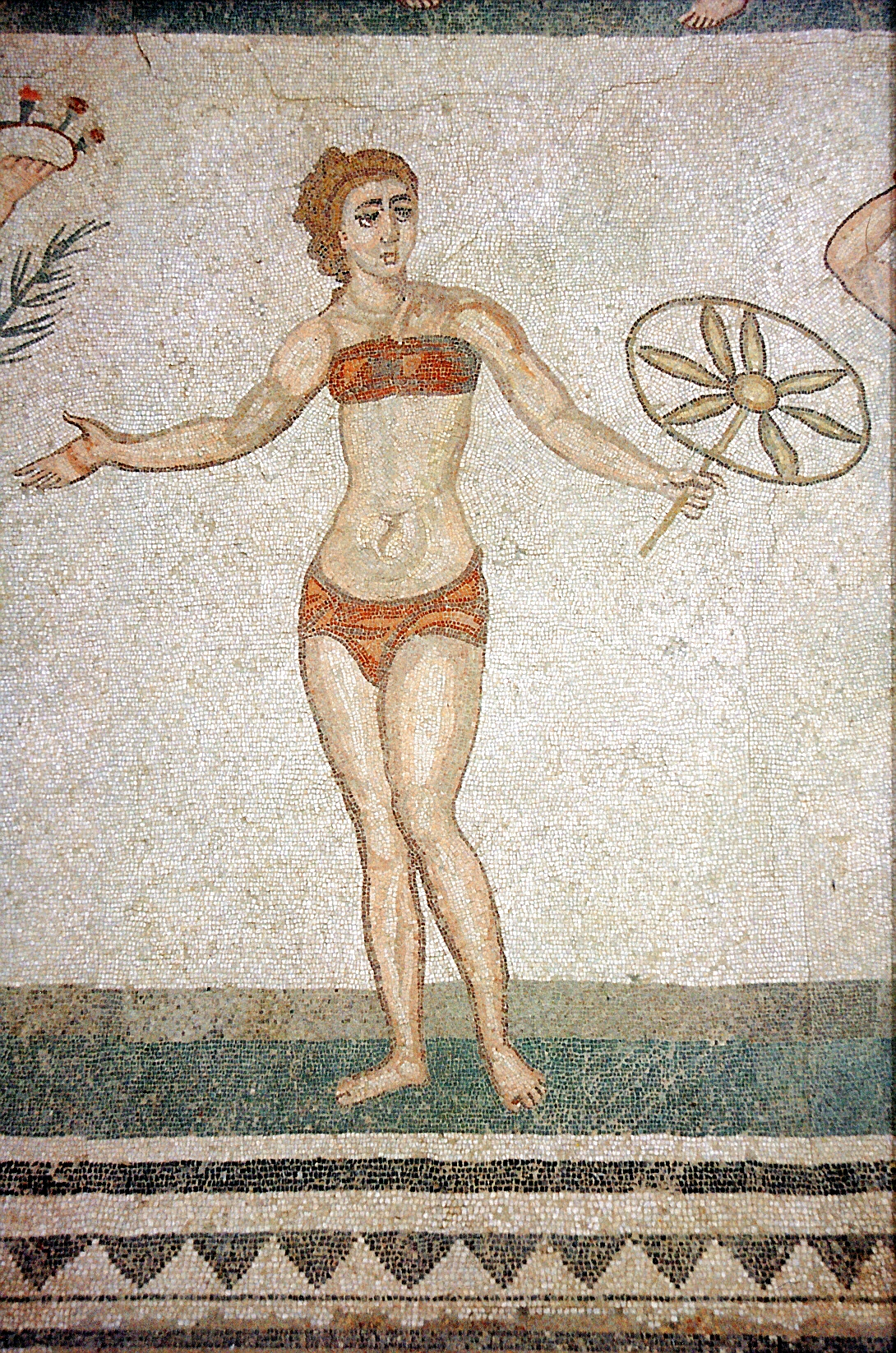
Uma das "donzelas em biquini"

A disposição dos lamentos na sala de Arione, no interior do apartamento principal setentrional, é idêntica à do mosaico de Orfeu na sala absidada que se abre ao centro da arcada, cuja importância é sublinhada pela entrada com duas colunas e pela presença de uma fonte central. Tratava-se, talvez, de uma sala dedicada à música ou de uma biblioteca. Aqui, ao centro do mosaico, encontra-se o poeta, circundado por mais de cinquenta espécies diferentes de animais, entre os quais também se encontra a mítica Fénix. Entre as cenas de Arione e Orfeo esiste uma estreita ligação conceptual: ambas apresentam o dominação da força bruta (as bestas marinhas, as feras terrestres) por meio das artes da poesia e do canto, ou seja, das actividades que elevam o espírito, temática retomada, também, no mito de Ulisses que vence com astúcia Polifemo no vestíbulo do apartamento setentrional. Uma vez que na mentalidade da época, o conhecimento musical era tratado como o resto do conhecimento em geral, e as bestas selvagens eram frequentemente tratadas como metáforas das paixões humanas (por exemplo em Lattanzio), o paralelismo entre Orfeu e as venações (venationes) recorre ao castanho, e os dois temas são significativamente unidos na píxide em marfim de Bobbio.

### O complexo do triclínio com peristilo oval

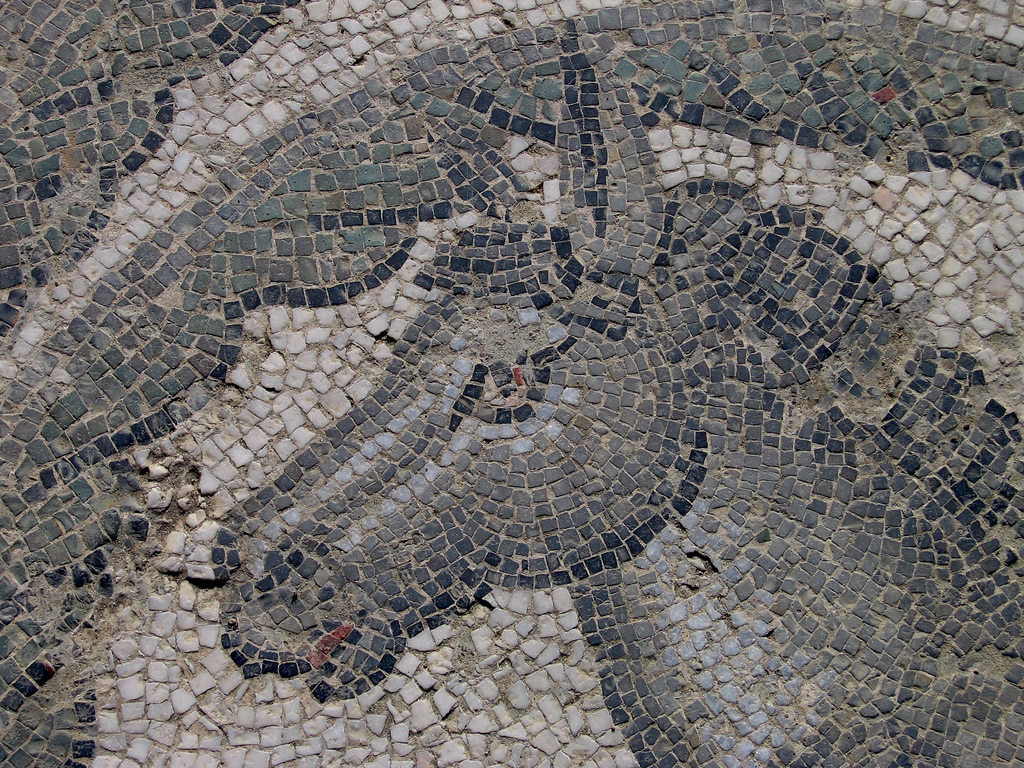
Cabeça de um burro

Acedia-se a um grande complexo unitário, tanto pelo corredor da "Grande Caçada" e pelos apartamentos principais, como pelo ângulo sudoeste do grande peristilo quadrangular. Este complexo era constituído por um peristilo de planta oval, com pilastras, talhado numa das extremidades de uma sala com três absides (trichora). Em dois dos lados do peristilo agrupam-se três ambientes, com os laterais acedíveis a partir do vão central, enquanto no lado oposto à sala com três absides, está presente um ninfeu (fonte) absidado.
O pórtico do peristilo era pavimentado com um mosaico de grinaldas de Acanthus animadas com bustos de animais. Os ambientes no lado do peristilo estão decorados com um mosaico de Cupidos, novamente ocupados em actividades se pesca (Cupidos pescadores) nos vãos meridionais, enquanto nos setentrionais estão, pelo contrário, ocupados na vindima (Cupidos vindimadores): frente a uma villa rural, dois Cupidos levam cestos cheios de cachos aos seus companheiros que pisam as uvas.

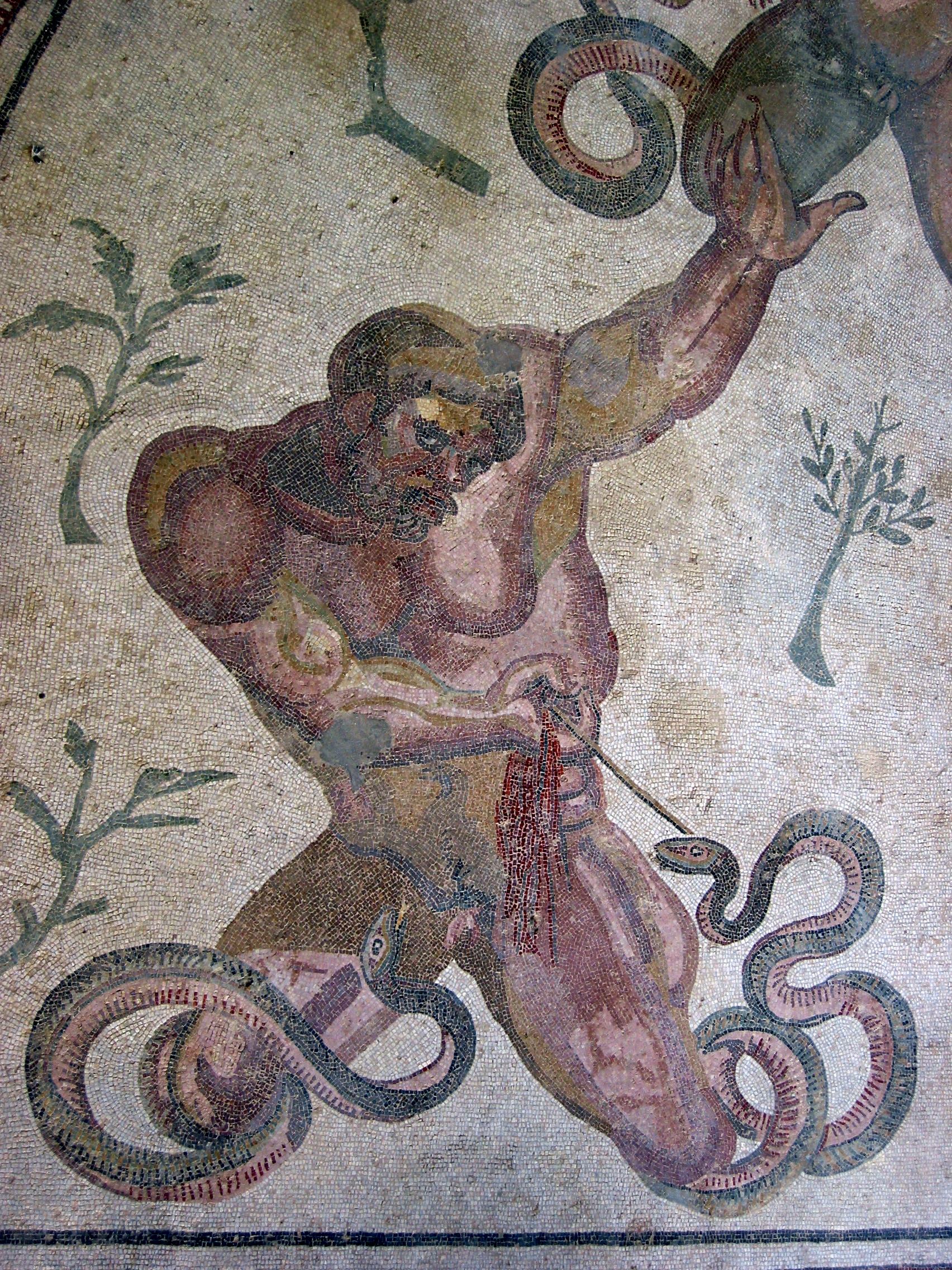
Gigante moribundo

O pavimento do contíguo ambiente lateral é inteiramente coberto por grinaldas de rebentos, cachos e figuras de Cupidos; ao centro encontra-se um medalhão com o busto de uma figura masculina (talvez a personificação do Outono).
O mosaico deste vão recorda muito de perto um outro com o mesmo tema, presente na abóbada do corredor circular do Mausoléu de Constantina em Roma (actual igreja de Santa Costanza), executado poucos anos mais tarde.
O esquema que ornava o mesmo sarcófago em porfiróide da princesa, filha de Constantino, foi muito difundido na região do Mar Mediterrâneo oriental, onde permaneceu no pavimento das igrejas jordanas até ao avançado século VI.
A sala com três absides, uma sala de refeições (coenatio) invernal para os banquetes, tinha acesso a partir do peristilo mediante quatro degraus, através duma entrada com colunas em granito. O mosaico do vão central, não inteiramente conservado, representa os adversários vencidos por Hércules. Na abside setentrional (a esquerda) está representado o "triunfo de Hércules" (trionfo di Ercole) recebido no Olimpo, enquanto na meridional (a direita) se vê o mito do "nascimento da vida" (nascita della vite) com Licurgo e Ambrosia, e na do fundo (a este), uma "luta de Hércules e dos Gigantes" (lotta di Ercole e dei Giganti).
As passagens para as absides hospedavam cenas das metamorfoses, das quais restam a de Dafne em loureiro, a de Ciparisso em cipreste, a de Hesíone ou a de Andrómeda e Endimíone em estrelas. O complexo das figurações refere-se à apoteose heroica do semideus, que é transformado em deus depois da sua façanha, um motivo bastante retomado na propaganda imperial como alusão à divinização do Imperador.

## Termas

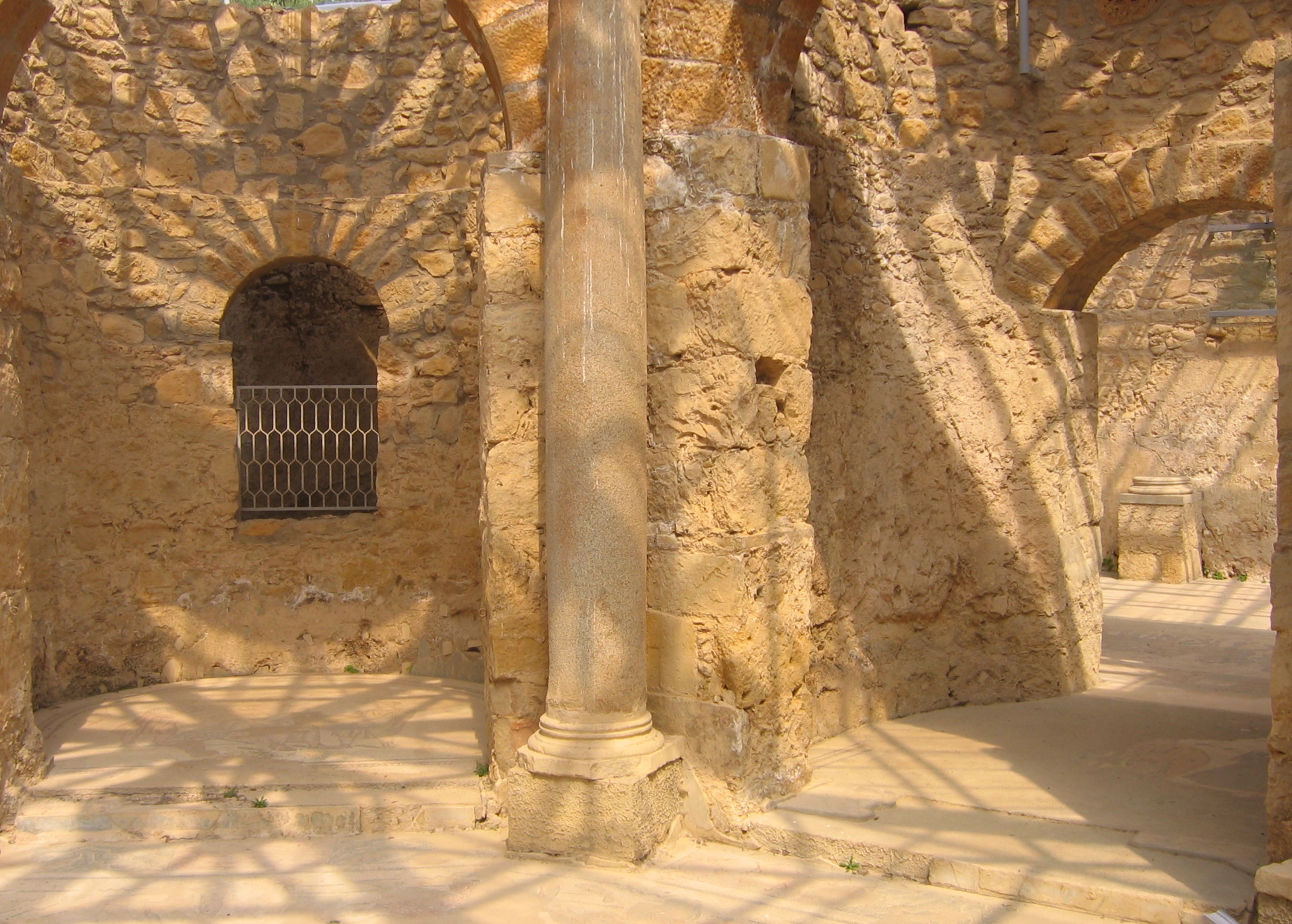
O frigidário das termas.

Directamente a partir da entrada monumental da villa acedia-se a um complexo termal, que podia, então, ser frequentado até por estranhos e que repete a orientação dum edifício termal anterior.
O primeiro vão, dotado de plataformas, e provavelmente utilizado como vestiário (apoditério), está decorado com um mosaico pavimental que representa a dona da casa com os dois filhos flanqueados por criadas.
Daqui, passa-se a um corredor que terminado por absides nas duas extremidades e decorado com o Mosaico do Circo (Mosaico del Circo), onde é representado o Circo Máximo de Roma, rico de detalhes, com uma corrida de quadrigas em curso, vencida pela facção Prasina, ou dos "verdes". Este corredor era utilizado, provavelmente, para os exercícios de ginástica cobertos.
Segue-se o frigidário, uma sala octogonal com seis nichos absidados nas paredes, dois dos quais utilizados para as entradas. A sul fica um pequeno vão quadrangular com três pequenas absides, e a norte uma piscina (natatio) absidada. O mosaico do vão central representa, ainda, uma cena de "Cupidos pescadores" com figuras de nereidas, tritões e cavalos-marinhos, cuja composição se adequá à forma octogonal do ambiente. Nos nichos absidados, utilizados, talvez, como vestiários, estão representadas personagens que se despem ou vestem, ajudadas por escravos. As paredes eram revestidas de mármore.
Segue-se um pequeno ambiente com um mosaico representando uma massagem, do qual se acede a uma sala alongada com absides nas extremidades, que devia ser o tepidário, decorada com um mosaico representando os jogos do estádio, escassamente conservado. Num dos lados longos abrem-se três ambientes aquecidos que deviam constituir a calidaria.

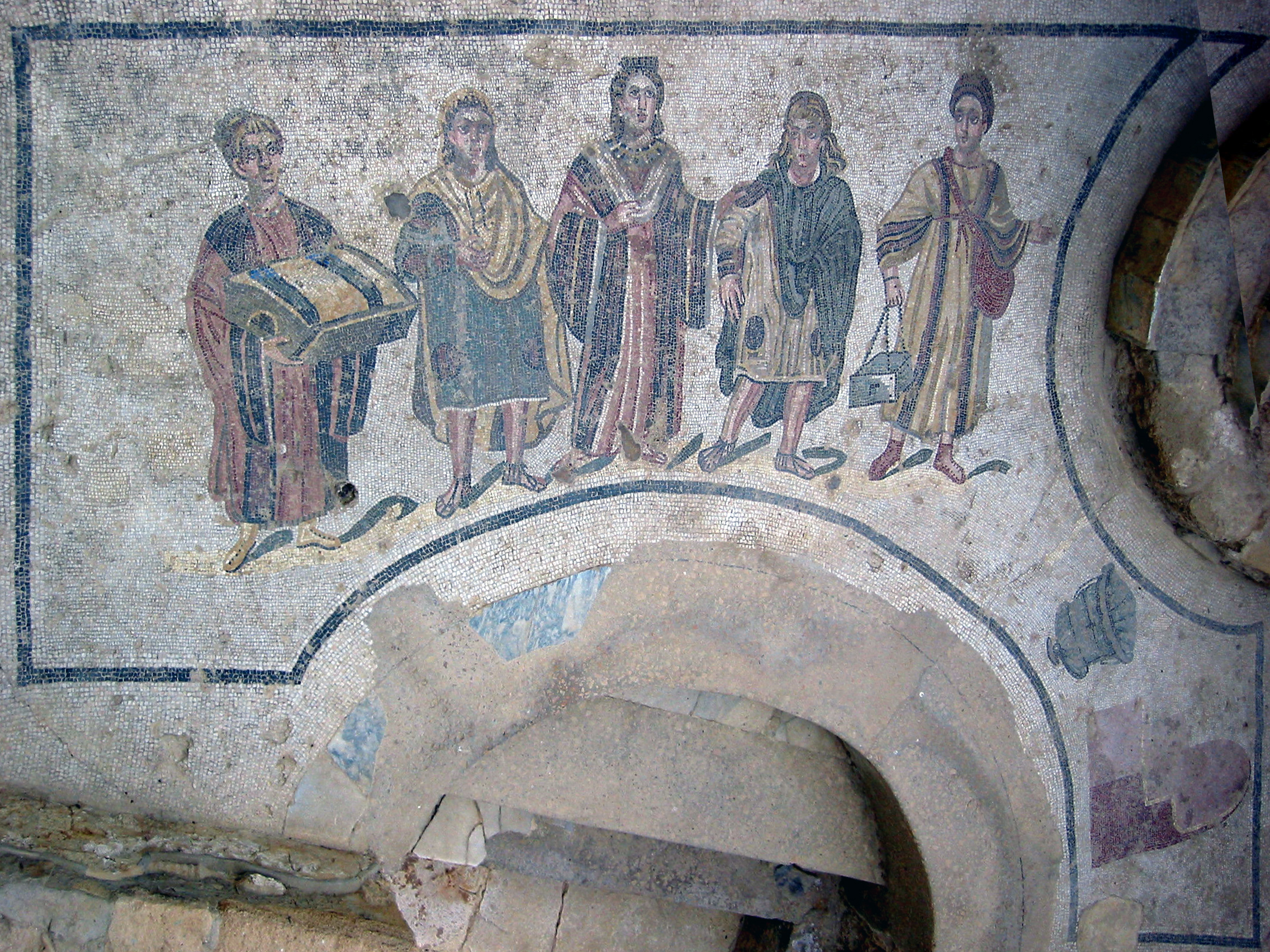
Sala de vestir: a dona da casa a caminho das termas.
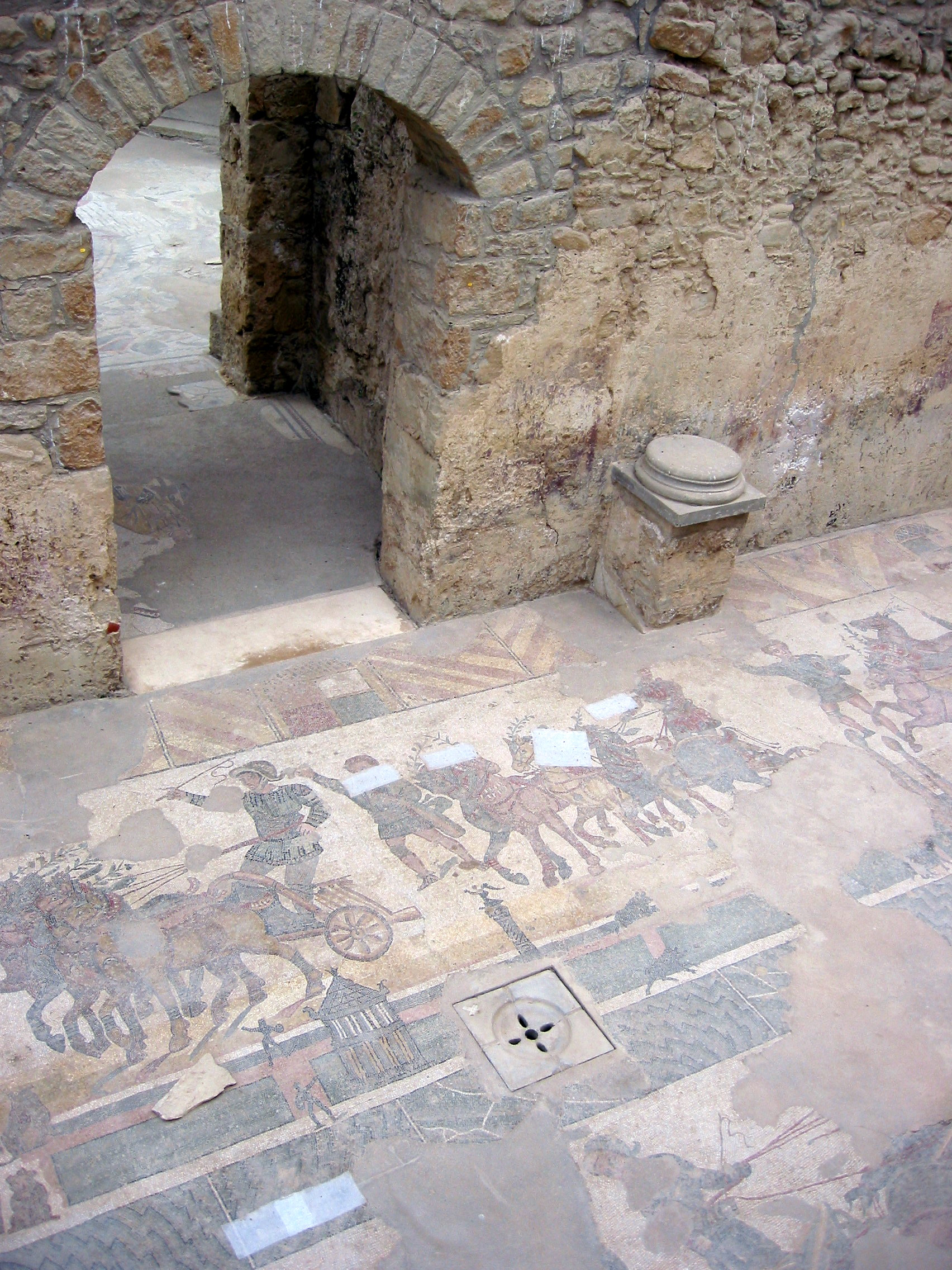
Ginásio.
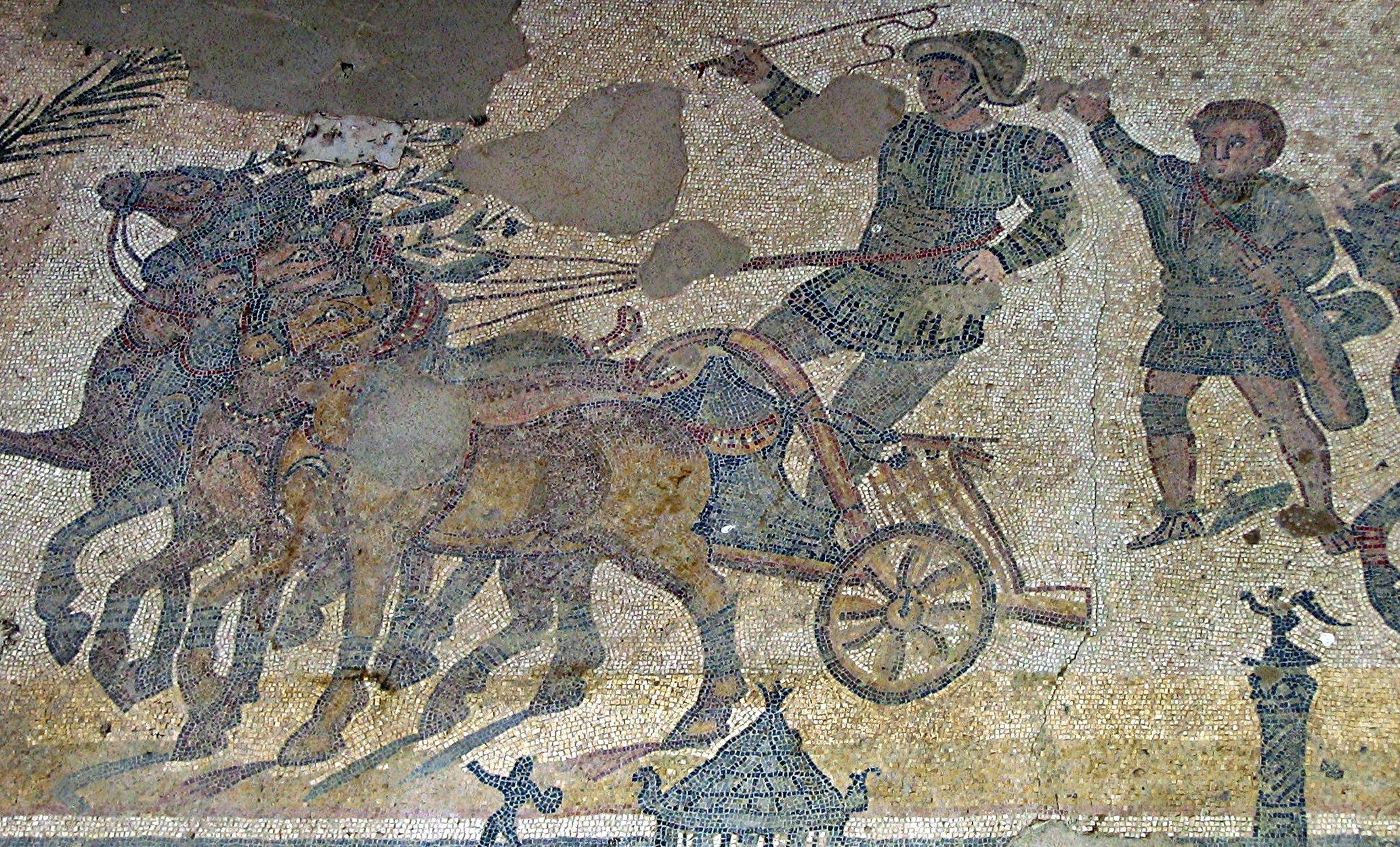
Detalhe do "Mosaico do Circo".

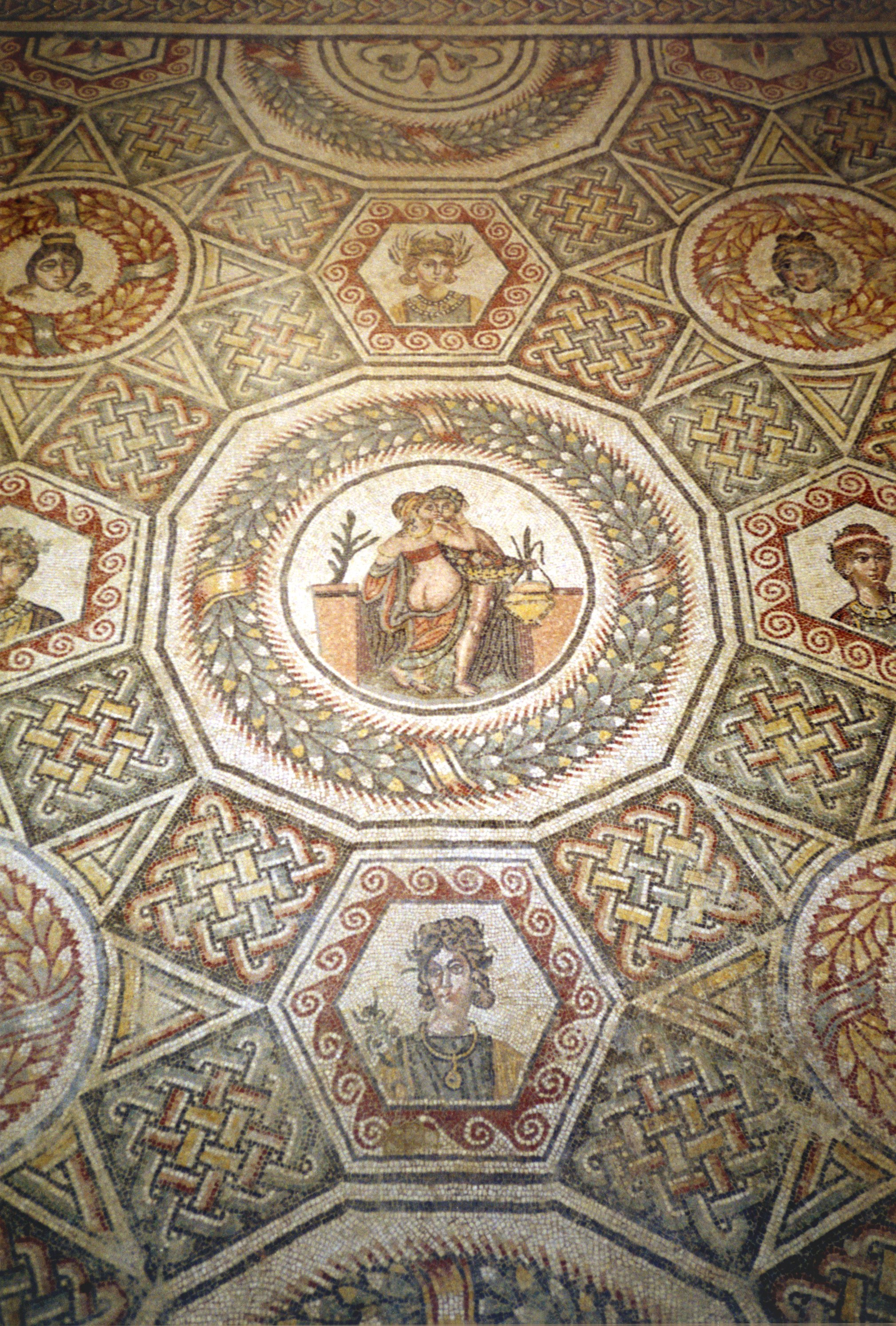
Detalhe do mosaico do segundo cubicolo do apartamento setentrional